# کلیسای وانک

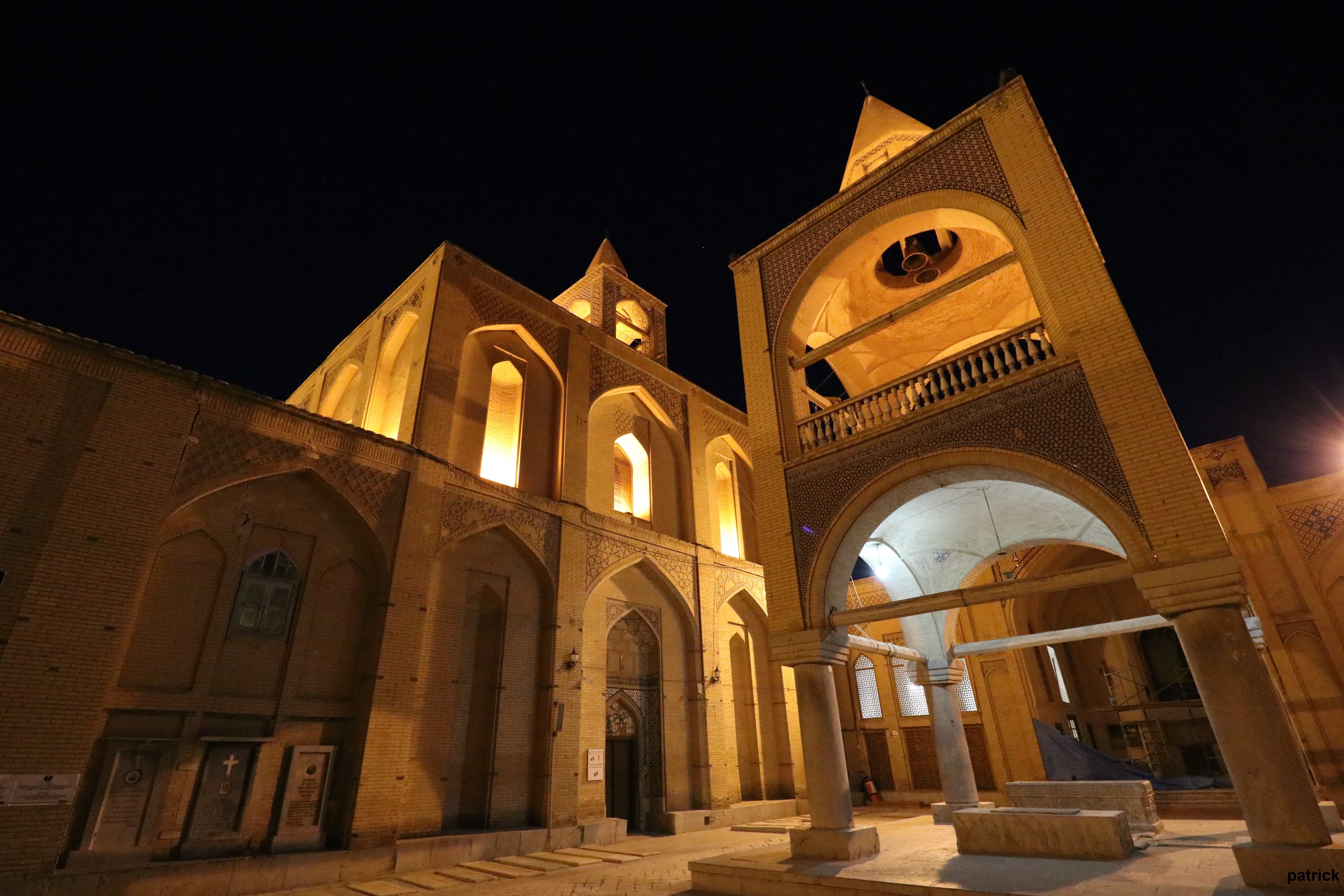
ناقوسخانه کلیسای وانک

کلیسای وانک یا کلیسای نجات‌دهندهٔ مقدس (به ارمنی Սուրբ Ամենափրկիչ Վանք تلفظ: آمنا پرکیچ)، نام کلیسایی است در محلهٔ جلفا (اصفهان)، که از نام کلیسای «سورپ آمنا پرکیچ وانک» جوغا در نخجوان گرفته شده است. این کلیسا از کلیساهای تاریخی ارمنی‌های اصفهان می‌باشد و در زمان شاه عباس دوم ساخته شده است. وانک در زبان ارمنی به معنی صومعه است. این بنای تاریخی در خیابان جلفا واقع شده است.
آنان در جلفای نخجوان کلیسایی به نام «سورپ آمِناپرگیچ وانک» به معنای دیر ناجی مقدس همگان داشتند، پس از هجرت به اصفهان، کلیسای جامع احداث شده را مطابق همان کلیسای مذکور نام گذاری نمودند.

## تاریخ
آراکل داوریژتسی توصیف کاملی از وقایع این دوران را به شرح ذیل بازگو کرده است:
پس از خروج از ایروان، شاه عباس دستور داد سپاهیانش عقب‌نشینی کنند و تمامی شهرها و روستاهای سر راهشان را تا مرزهای ایران ویران سازند تا به این ترتیب مانع از تعقیب سریع سپاهیان عثمانی شوند. آن‌ها به هر شهر و روستایی که می‌رسیدند خانه‌ها را ویران می‌کردند، مزارع را آتش می‌زدند، دام‌ها را هلاک می‌ساختند و ساکنان آنجا را وادار به ترک خانه‌هایشان می‌کردند و آنان را کوچ می‌دادند. هر کس در مقابلشان ایستادگی می‌کرد و حاضر به رفتن نمی‌شد یا اینکه توان رفتن نداشت محکوم به مرگ بود. بدین ترتیب، سپاهیان شاه عباس اکثر شهرها و روستاهای ارمنی‌نشین واقع در دشت آرارات را ویران کردند و سکنهٔ آن مناطق را به مقصد ایران با خود همراه ساختند. هنگامی که این جمعیت به واغارشاپات رسیدند به شاه عباس خبر رسید که دسته‌ای از سپاهیان عثمانی در حال نزدیک شدن به آنان هستند. شاه عباس که می‌دانست با این جمعیت انبوه از مردم بی دفاع نخواهد توانست در برابر این سپاهیان بایستد و بجنگد به سرداران لشکرش دستور داد که دسته‌های مردم را با سرعت بیشتری حرکت دهند؛ بنابراین، آن تعداد از جمعیت که قادر به حرکت نبودند، از جمله پیران و بیماران و کودکان، ناگزیر ماندند و پر واضح است که به چه سرنوشتی گرفتار آمدند. بالأخره، شاه عباس به همراه جمعیت مهاجر ارمنی به جلفا رسید. اکنون باید از رودخانهٔ ارس عبور می‌کردند. دوباره به شاه عباس خبر دادند که سپاه عثمانی به نخجوان رسیده است. با شنیدن این خبر شاه عباس که می‌دانست فرصت زیادی ندارد به سپاهیان خود دستور داد تا مردم را وادار به عبور هر چه سریع تر از رودخانه کنند. رودخانه خروشان بود و خطرناک و مردم یا باید عبور می‌کردند یا در آنجا منتظر رسیدن قشون عثمانی می‌ماندند که در آن صورت مرگشان حتمی بود. به ناچار عبور از رودخانه را انتخاب کردند.
از حدود سیصد و پنجاه هزار تن از ارمنیان به تعداد سیصد هزار تن از آنان در رودخانه غرق شدند. اگر چه شاه عباس بخش اعظمی از ساکنان ارمنی شهرها و روستاهای ارمنستان را به ایران کوچ داد، اما این بدان معنا نبود که این سرزمین‌ها خالی از سکنه شدند. هنوز بسیاری از ارمنیان در شهرها و روستاهای این نواحی سکونت داشتند که از آن پس تا نیمه اول سده نوزدهم زندگی آن‌ها کم و بیش دستخوش حوادث و تهاجم‌های ناگوار است.
ارمنیان پس از استقرار در جلفای اصفهان، درصدد ایجاد تأسیسات اجتماعی و بناهای مذهبی خود برآمدند و با سرمایه‌های نقدی و خودیاری مردم نخست به ساختن کلیسای وانک، نظیر همان کلیسایی که در جوغا داشتند و با همان نام همت گماشتند. هم‌زمان با ساختن وانک، کلیسای کوچکی نیز در بخش جنوب غربی آن ساختند. این کلیسا مدت پنجاه سال مورد استفاده روحانیون قرار گرفت. در سال ۱۶۵۵ میلادی در محل کلیسای مزبور شروع به ساختن کلیسای فعلی کردند و در سال ۱۶۶۴ میلادی آن را به پایان رساندند. بر سردر ورودی وانک، طرح کلیسا بر روی سنگ حجاری شده و کتیبه‌ای به این شرح به چشم می‌خورد:
«وانک آمنا پرگیچ و مقر اسقف اعظم ارمنیان ۱۶۰۶ میلادی»

پس از اتمام بنای کلیسا، کتیبه‌ای با کاشی لاجوردی و به خط طلایی بر سردر ورودی غربی کلیسا نصب کردند که حاوی تاریخ آغاز و اتمام بنای کلیسا می‌باشد. در کتیبه مزبور چنین نوشته شده است:
کلیسای وانک آمنا پرگیچ در سال ۱۶۵۵ میلادی در زمان پادشاهی شاه عباس دوم و جاثلیقی «فیلیپوس» و پیشوائی خلیفه «داوید» و به یاری مردم خیر جلفا شروع شد و در سال ۱۶۶۴ میلادی به پایان رسید. ثواب عباداتی که در این کلیسا انجام می‌شود نصیب آنهایی که در قید حیاتند یا در گذشته‌اند شود.

## معماری کلیسا

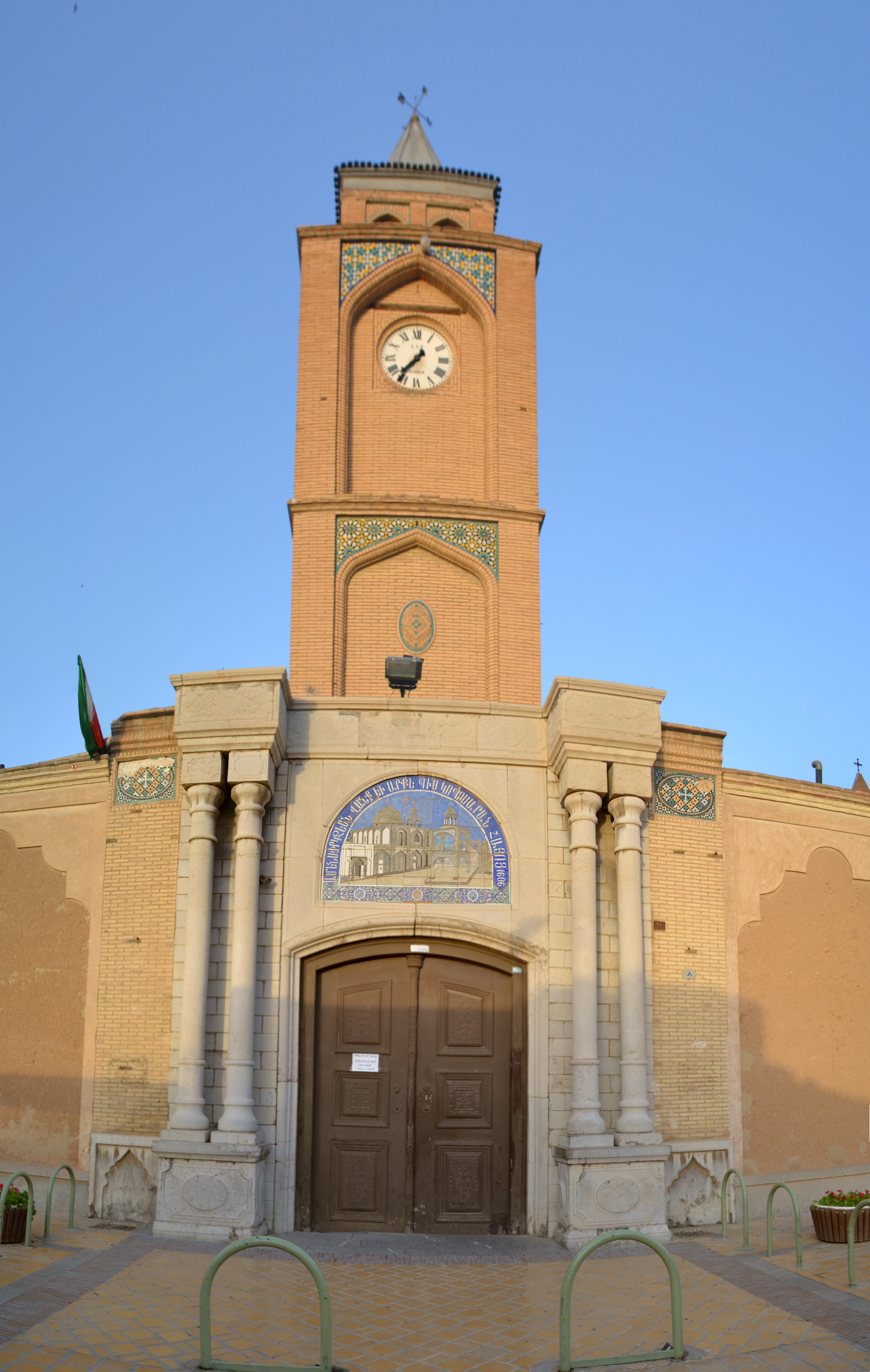
نمای ورودی کلیسای وانک

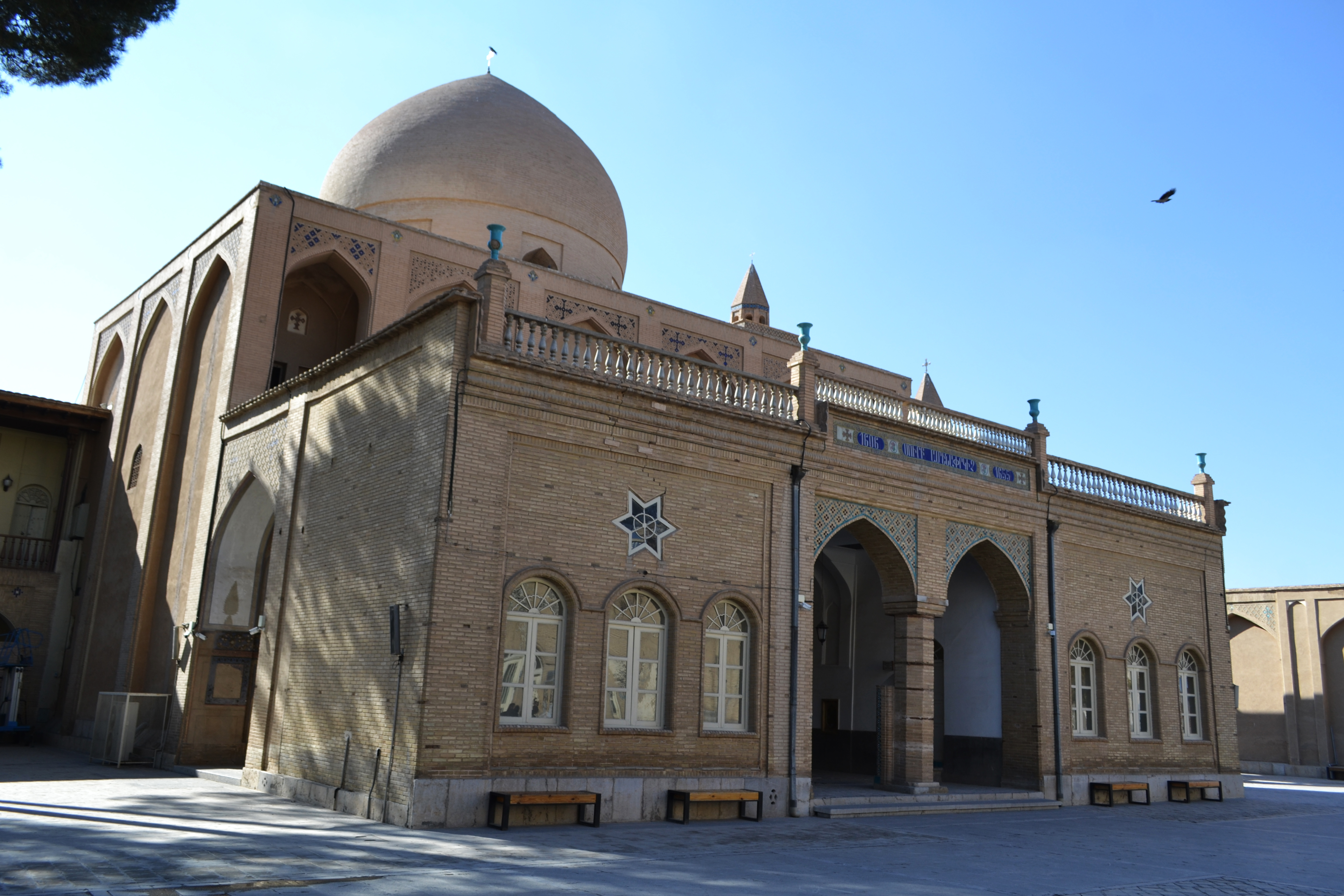
معماری ساختمان اصلی کلیسای وانک

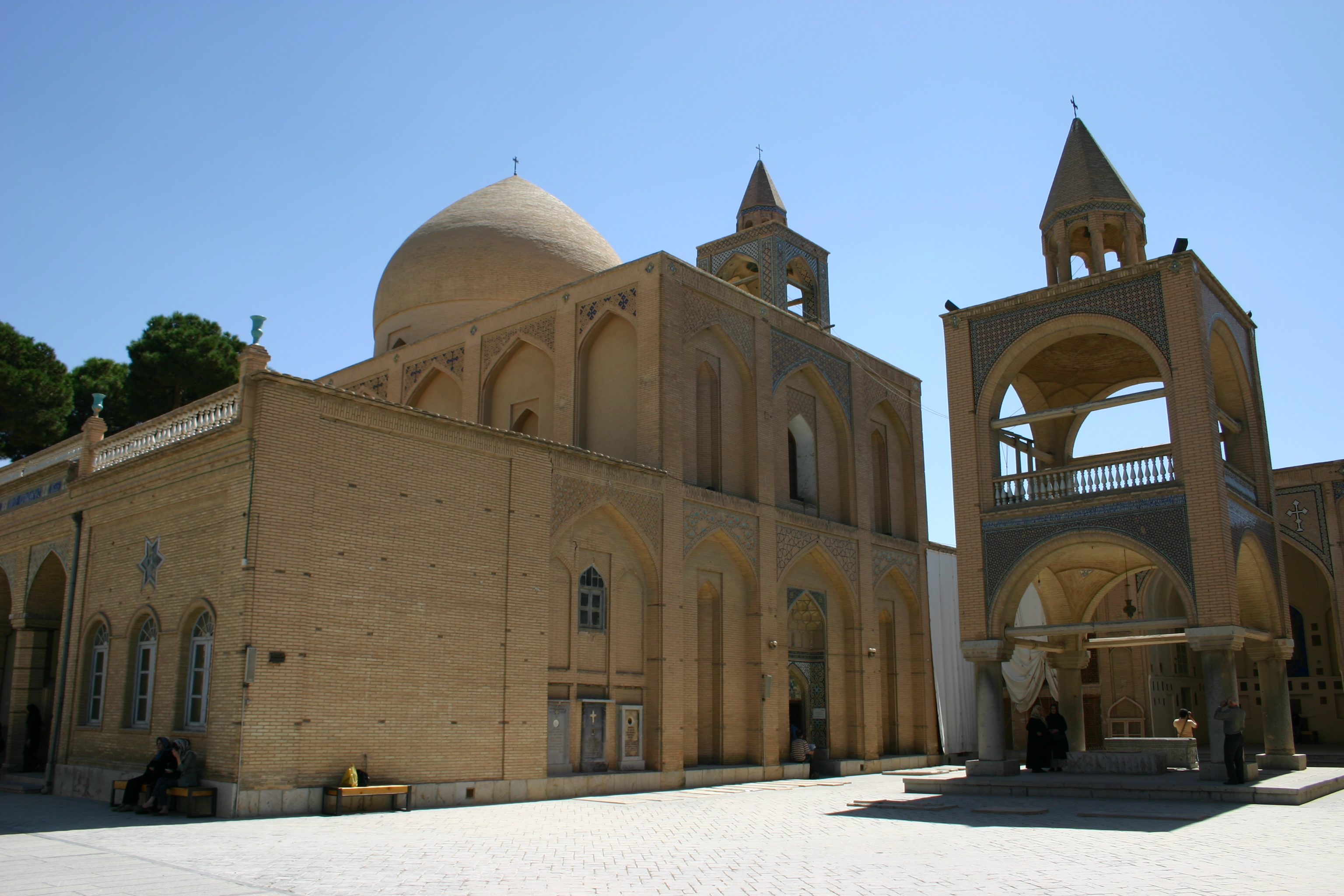

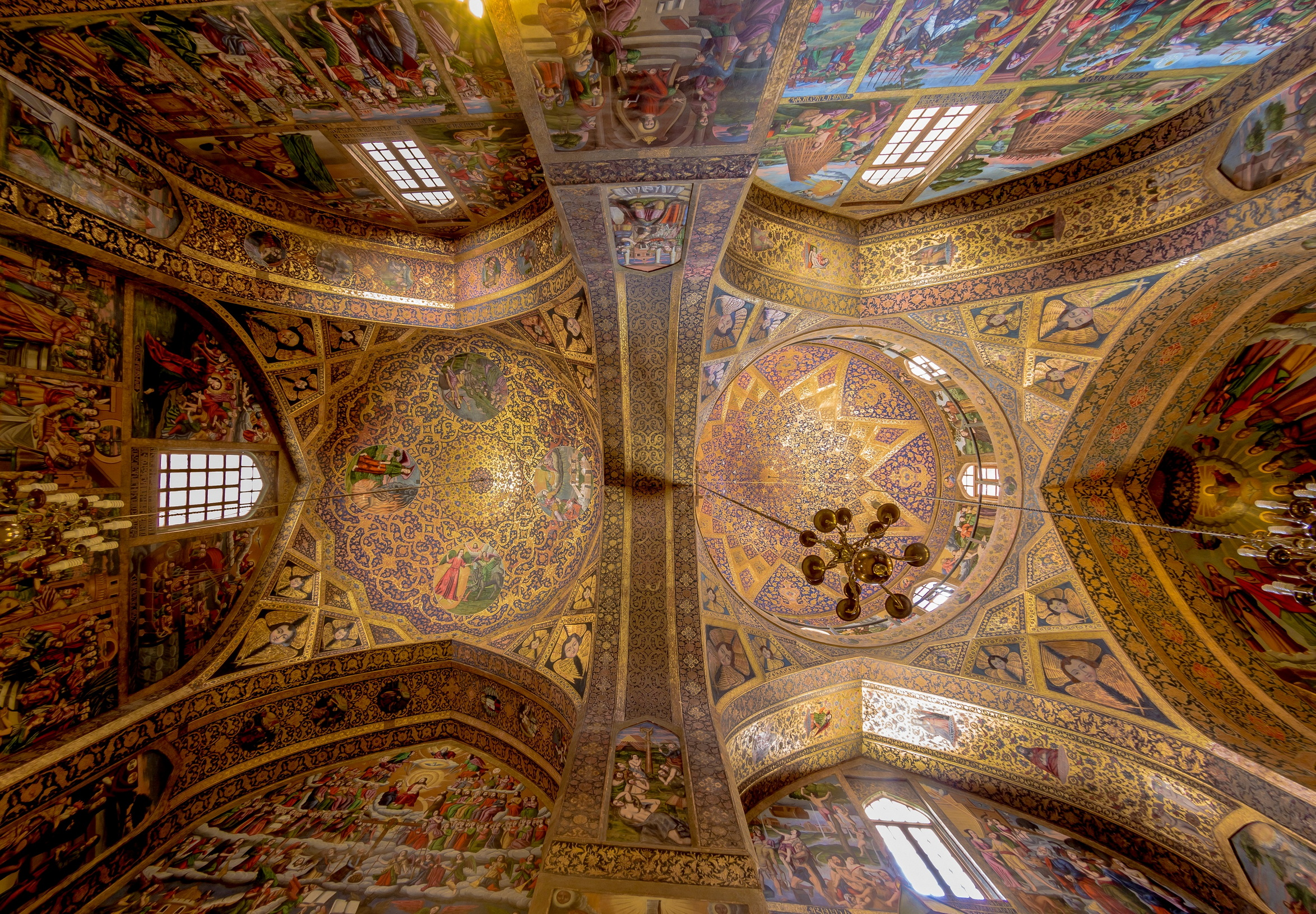

مساحت کلیسای آمنا پرکیج ۸۷۳۱ متر مربع است، که ۳۸۵۷ متر مربع آن ساختمان و بقیه فضای سبز و باغ وانک است. در دو سوی درِ ورودی کلیسا وانک] دو اتاق برای پذیرایی ساخته‌اند. در بالای در ورودی، برج ناقوس در سه طبقه بنا شده که در طبقه دوم آن ساعت بزرگی به وزن سیصد کیلوگرم قرار دارد. در چهار سوی برج، چهار صفحه مدور ساعت نصب شده که قطر هر صفحه ۱۰۴ سانتی‌متر است. این برج ناقوس و ساعت آن را «ماردیروس هوردانانیان» در سال ۱۹۳۱ میلادی به کلیسا هدیه کرده است. در سمت راست درِ ورودی وانک کتیبه‌ای به ابعاد ۴۰×۵۳ سانتی‌متر با سنگ مرمر نصب شده است. متن کتیبه به این شرح است:
«این برج و ساعت آن را ماردیروس گوورگ هوردانانیان در سال ۱۹۳۱ میلادی به یادبود برادر مرحومش که در سال ۱۹۲۴ میلادی فوت کرده ساخته و هدیه کرده است.»
کلیسای آمنا پرکیج برخلاف کلیساهای کهن ارمنی که بیشتر با سنگ ساخته شده‌اند، با خشت خام بنا گردیده است. دیوار بیرونی کلیسا با آجر و دیوار درونی آن را با اندود گچ که بر روی آن نقاشی و تزیین شده پوشانده‌اند. کلیسا دارای دو گنبد است؛ گنبد کوچک بر روی محل استقرار عامه مردم قرار دارد، و گنبد بزرگ بر روی قسمت مقدم محراب کلیسا ساخته شده است. ارتفاع دیوارهای کلیسا از سطح حیاط تا بام طبقه دوم ۱۱/۷۵ متر است. در داخل کلیسا، در فاصله ۶/۲۵ متری دیوار غربی آن، دو ستون مربع که هر یک از اضلاع آن دو متر است احداث شده است. در بخش غربی کلیسا با استفاده از بخشی از این ستونها و پایه‌های دیوارهای جانبی چهار طاق نمای بلند ساخته‌اند؛ ارتفاع این طاق نماها ۱۰/۲۵ متر است. گنبد کوچک کلیسا که ارتفاع چندانی ندارد، بر روی این طاق نماها قرار دارد.
موزه خاچاطور گساراتسی در ضلع شمال شرقی واقع شده و یکی از نفیس‌ترین موزهای کشور است. تابلوی پیامبر الهی ابراهیم (ع) منتسب به رامبراند، جمله نوشته‌شده روی مو، اسناد مربوط به نسل‌کشی ارمنی‌ها در زمان حکومت عثمانی و بسیاری از فرمان‌های حکومتی مرتبط با ارمنیان، نسخ خطی نفیس و اولین‌های چاپ در ایران در این موزه گردآوری و تألیف گردیده است.
گنبد کلیساهای کهن ارمنی مخروطی شکل است، ولی گنبد کلیسای وانک شبیه گنبد مساجد ایرانی عصر صفوی ساخته شده است. در بام کلیسا، در قسمت فوقانی درِ ورودی حد فاصل دیوار غربی و حاشیه گنبد کوچک کلیسا، در محوطه‌ای مربع مانند، برج ناقوس کوچکی که دومین برج ناقوس کلیسا است ساخته شده است. هر ضلع این مربع ۲/۷۵ متر است. در نقطه تلاقی هر دو ضلع مربع مزبور یک ستون آجری بنا کرده‌اند؛ ارتفاع این ستون‌ها سه متر است و در ارتفاع ۲/۵ متری آنها، هر دو ستون به وسیله یک تیر چوبی به یکدیگر متصل شده‌اند. از قسمت فوقانی تیرهای مزبور هر دو ستون با یک قوس جناغی به یکدیگر اتصال یافته‌اند. حد فاصل قوس‌های جناغی و ستون‌ها را با آجر پوشانده‌اند.

## نقاشی دیواری کلیسا
تمامی دیوارها، طاق نماها، طوق گنبد، داخل گنبد و تمامی زوایای کلیسا با رنگ روغن نقاشی و تزئین شده است. بیشتر دیوارنگارهای کلیسا مضامینی از انجیل مقدس دارد و تصاویری از بدو تولد تا عروج عیسی مسیح بر آن‌ها نقش بسته است. بر روی بخشی از دیوارهای کلیسا، روز رستاخیز، داوری روز رستاخیز و بهشت و دوزخ دیده می‌شود. هزینه کلیه تزئینات و نقاشی‌ها و تذهیب‌های کلیسا را شخصی به نام خواجه «آودیک استپانوس» تقبل و تأمین کرده است. نقاشان این تصاویر همگی استادان ارمنی بودند از آن جمله خلیفه «هوانس مرکوز» و «کشیش استپانوس» و «استاد میناس» را می‌توان نام برد.
این کلیسا از حیث طلاکاری و تذهیب در میان کلیساهای ارمنیان منحصربه‌فرد است. در تزیین و نقاشی دیوارهای کلیسا «خواجه اودیک» سهم بسزایی داشته است. در دیوار شمالی داخل کلیسا کتیبه‌ای به شرح زیر نصب شده است.

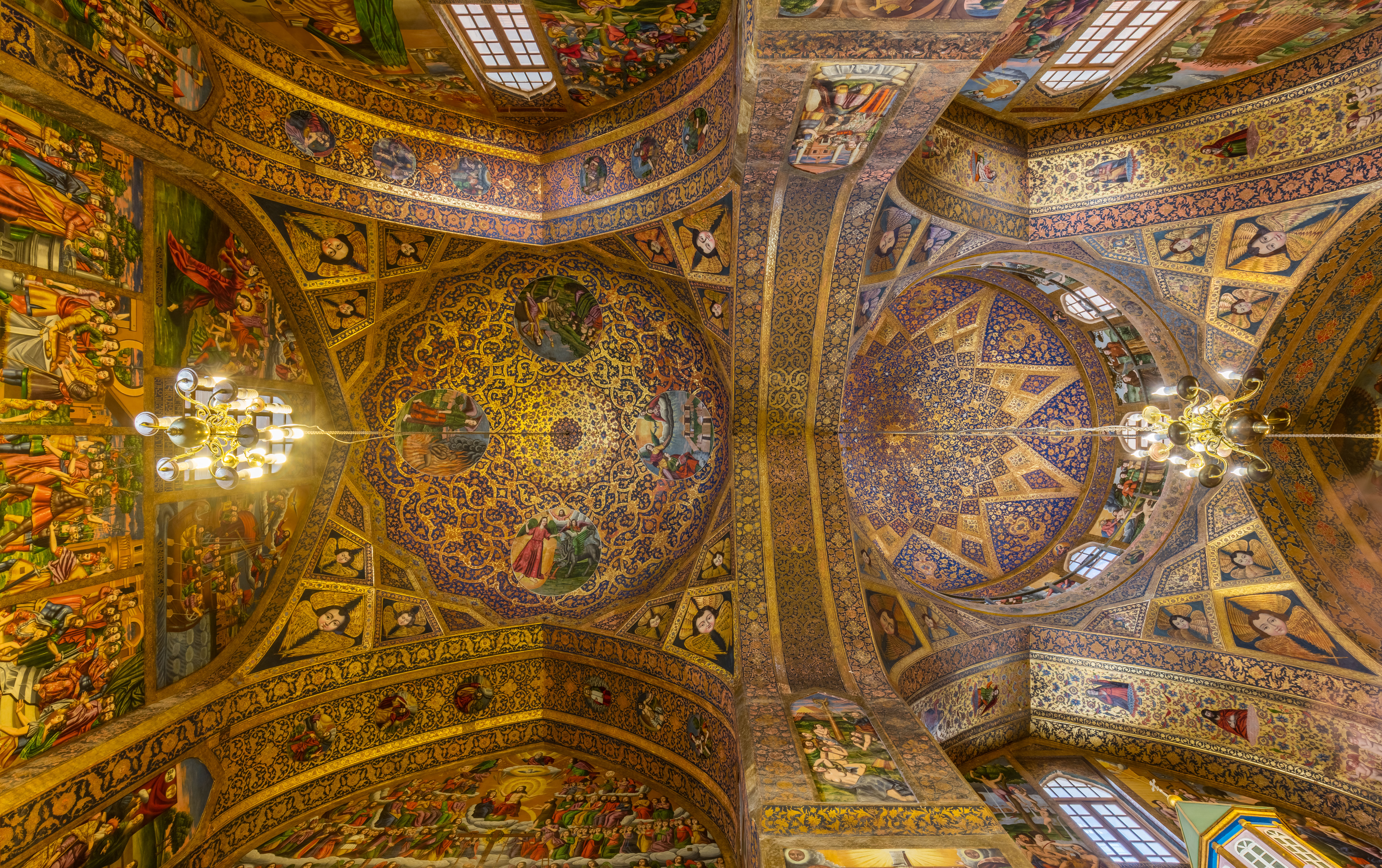
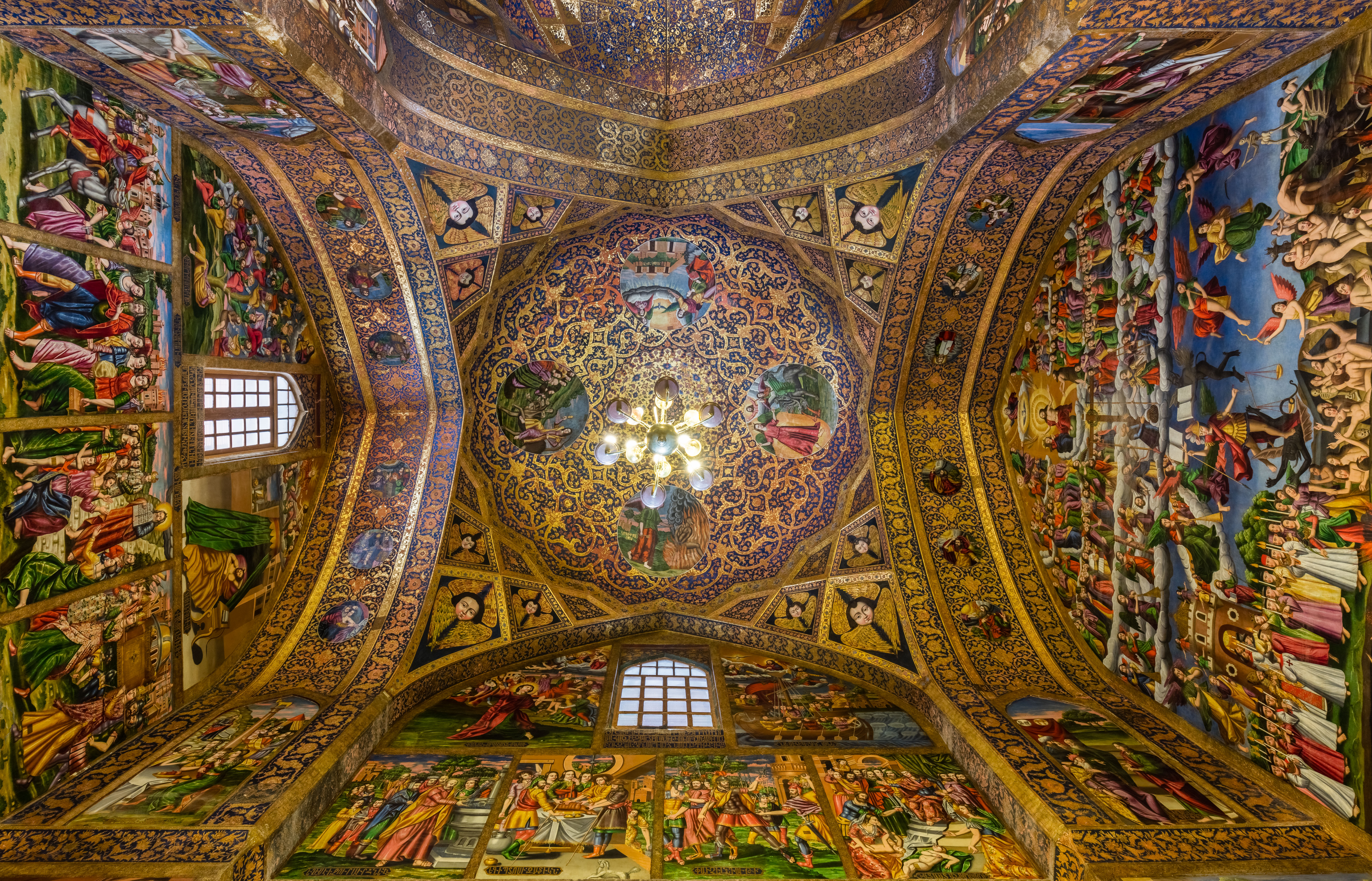
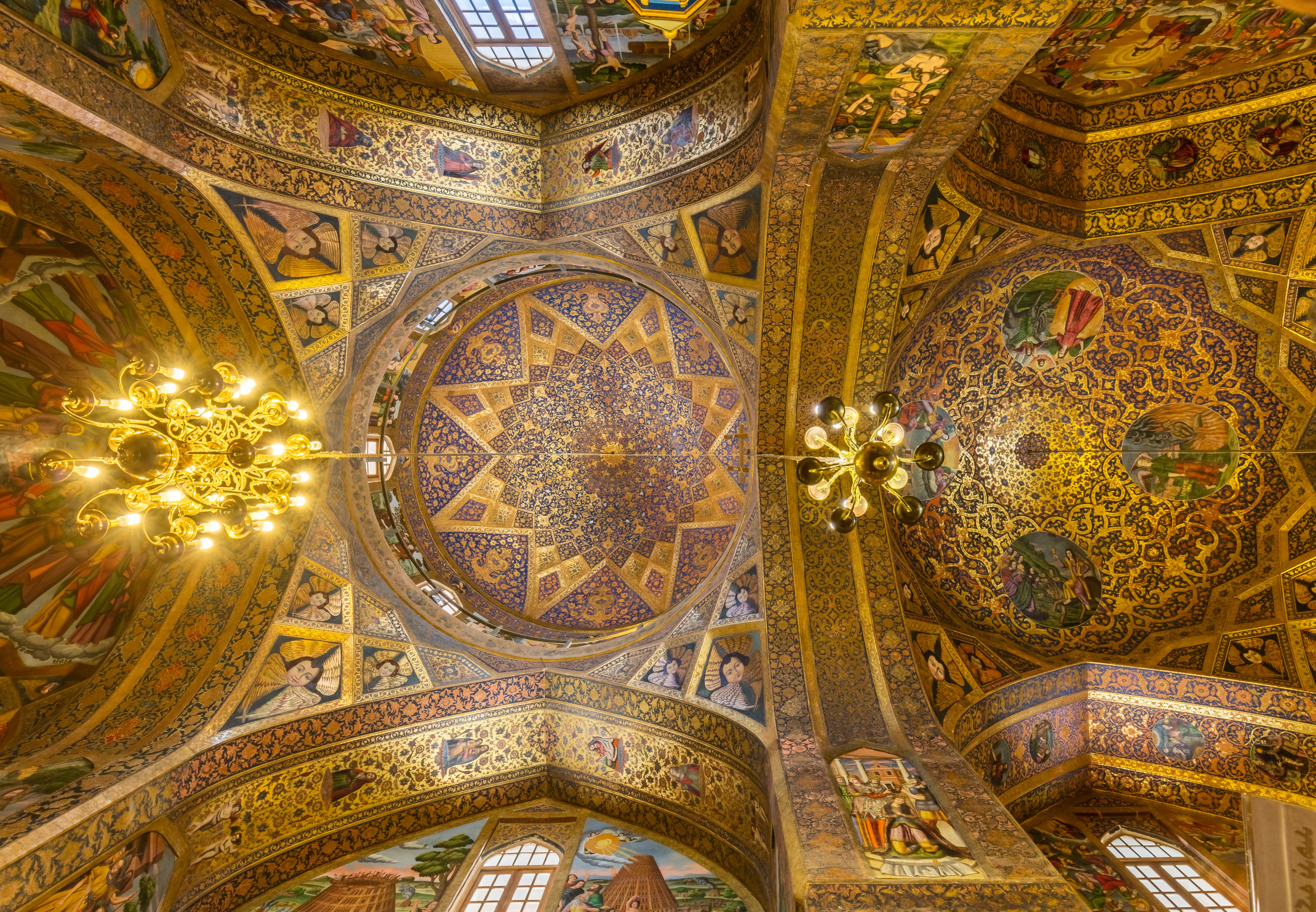

## بخش‌های کلیسا

### چاپخانه

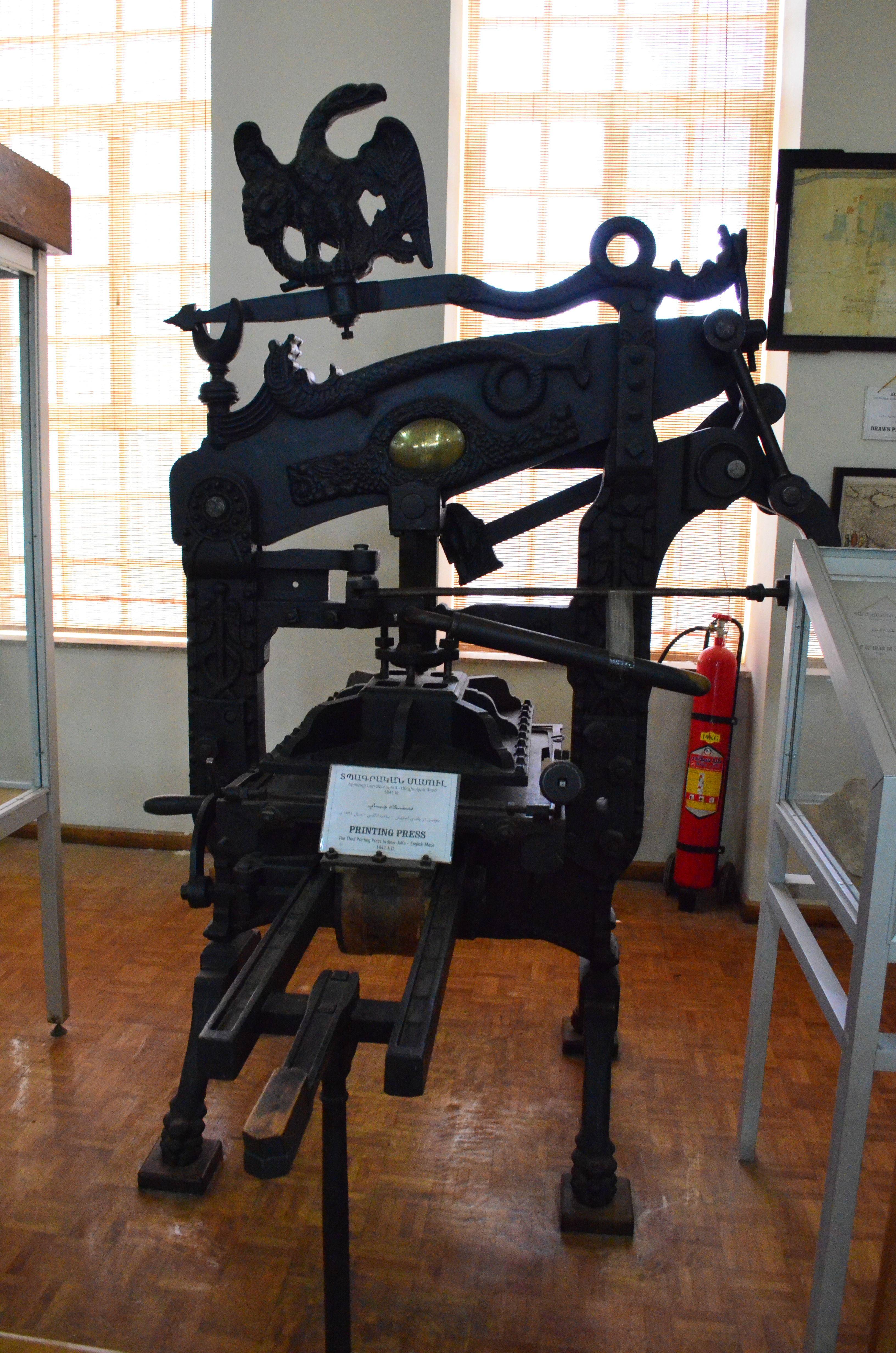
سومین ماشین چاپ در جلفای اصفهان سال ۱۸۴۴ میلادی

خاچاطور کساراتسی، در سال ۱۶۲۰ میلادی به سِمَت خلیفه اعظم ارمنیان جلفای اصفهان منصوب شد. او در سال ۱۶۳۰ میلادی به اروپا سفر کرد و در آنجا از چاپ کتاب آگاه گردید. چون به جلفا بازگشت درصدد برآمد چاپخانه‌ای دایر نماید.
نخستین کتاب «زبور داوود» بود که در سال ۱۶۳۸ میلادی چاپ شد. یک سال و پنج ماه برای چاپ این کتاب وقت صرف شد. دومین کتاب به نام «هاراتس وارگ» در سال ۱۶۴۱ میلادی به چاپ رسید. کتاب مزبور شرح حال روحانیون ارمنی، تارک دنیاها و پندنامه است. کتاب «خورهر تاددر» سومین کتابی بود که در چاپخانه وانک در سال ۱۶۴۱ میلادی به چاپ رسید. در سال ۱۶۴۲ میلادی چهارمین کتاب به نام «ژاماگیرک آدنی» چاپ شد.
در سال ۱۸۴۴ میلادی «مانوگ هوردانانیان»، که مقیم جاوه بود، یک دستگاه ماشین چاپ با کلیه لوازم آن خریداری کرد و به زادگاهش جلفای اصفهان فرستاد. (این ماشین چاپ در حال حاضر در موزهٔ کلیسای وانک نگهداری می‌شود) این ماشین چاپ چندین سال بدون استفاده باقی‌مانده بود. در سال ۱۸۷۲ میلادی به همت خلیفه اعظم «گریکور هُوْهانِسیان» چاپخانه‌ای دایر گردید. نخستین کتاب در این چاپخانه در همان سال به چاپ رسید.

### کتابخانه
در زمان کوچ بزرگ، ارمنیان همه چیز خود را جا گذاشتند و به ایران آمده‌اند ولی تنها چیزی که نتوانستند از آن چشم پوشی بکنند کتاب‌هایی بود که در خانه‌های خود داشتند ارمنی‌ها با تحمل زحمات فراوان کتاب‌های زیادی را با خود به ایران (اصفهان) آوردند این کتاب‌ها تنها ثروتی بود که همیشه برای ارمنیان باارزش بود و هست.
در سال ۱۷۷۰ تا ۱۷۹۰ میلادی به سبب مخالفت‌هایی که با این چاپخانه می‌شد، چاپخانه دچار حریق گردید و فقط تعدادی از حروف و قالبهای آن از آتش‌سوزی مصون ماند که اینک در موزه وانک نگهداری می‌شود.

### موزه
در سال های۱۹۰۵–۱۹۰۶ میلادی به کوشش «طاطاووس هونانیان»، فرزند «هاروتون هونانیان»، نویسندهٔ «کتاب تاریخ جلفای اصفهان»، اتاق‌هایی در ضلع شمالی حیاط کلیسای وانک برای نگهداری و نمایش کتاب‌ها، نسخه‌های خطی و اشیای تاریخی ساخته شدند. این اتاق‌ها تا ۱۹۳۰ میلادی به‌طور هم‌زمان به منزلهٔ موزه و کتابخانه مورد استفاده قرار می‌گرفتند.
با راهنمایی سرکیس خاچاطوریان در ساختمان مزبور تغییراتی داده شد در سال ۱۹۳۰ میلادی موزه وانک نهاده شد. در انبار کلیسای وانک و سایر کلیساها و خانه‌های ارمنیان تعداد بسیاری تابلو و اشیای عتیقه و نفیس وجود داشت. آن اشیاء و آثار هنری جمع‌آوری و در سالن موزه در معرض تماشا قرار داده شد.
از جمله آثار موزه مجموعه‌ای شامل:هفتصد و ده جلد «کتاب خطی» است که نزدیک به دویست جلد آن تورات، انجیل و کتب مقدس است که به خط و زبان ارمنی بر روی پوست و کاغذ نوشته شده است. برخی از این کتاب‌ها دارای سرفصلهای طلاکاری شده می‌باشد. «تابلوهای گچ بری و نقاشی»، تابلوهای نقاشی موزه نیز مجموعه‌ای ارزنده از آثار هنری نقاشان اروپایی و ارمنی هستند. این تابلوها که بر روی کرباس، پوست، چرم، فلز و شیشه کشیده شده‌اند. «آثار فلزی»، مجموعه آثار فلزی این موزه مشتمل بر زیورآلات طلا و نقره، کمربند، قلاب شنل، سینی، انواع جعبهٔ صلیب، عودسوز، ظرف روغن مقدس و غیره است. «منسوجات دست بافته‌ها و رودوزی‌های سنتی»، این منسوجات را می‌توان به سه گروه الف) لباس‌های مذهبی روحانیان ارمنی؛ ب) قطعات پارچه‌ای مورد استفاده در مراسم کلیسا و ج) نمونه‌هایی از پوشاک سنتی ارمنیان جلفا تقسیم کرد. «ظروف چینی و سفالی»، «آثار چوبی»، «فرمان‌ها»، این فرمان‌ها متعلق به سده‌های هفدهم تا نوزدهم میلادی و موضوع اکثر آن‌ها دربارهٔ مهاجرت ارمنیان، دادن امتیازات تجاری و مذهبی به ارمنیان جلفا و چگونگی گرفتن مالیات از اهالی و تجار جلفایی است. «غرفهٔ صنعت چاپ»، غرفهٔ یپرم‌خان، «غرفهٔ نسل‌کشی ارمنی‌ها»، «مسکوکات»، سکه‌های موزهٔ کلیسای وانک به سه دستهٔ الف) سکه‌های قبل از تاریخ؛ ب) سکه‌های دوران اسلامی و ج) سکه‌های دوران پادشاهی ارمنی کیلیکیه تقسیم می‌شوند که همگی آن‌ها در دههٔ ۱۹۷۰ میلادی به موزه اهدا شده‌اند. غرفهٔ اولین جمهوری ارمنستان می‌باشند.
یکی از معروفترین آثاری که در موزهٔ کلیسای وانک نگهداری می‌شود تار مویی است متعلق به دختری هجده ساله که واهرام هاکوپیان در سال ۱۹۷۴ میلادی جمله‌ای از کتاب تورات را به زبان ارمنی با قلمی از جنس الماس بر روی آن نوشته است این اثر در سال ۱۹۷۵ به موزه اهدا شده و بازدیدکنندگان می‌توانند این جمله را با میکروسکوپی که به همین منظور در محل تعبیه شده است بر روی مو مشاهده نمایند
همچنین اول تیرماه سال ۱۳۹۸ موزه دیگری به این کلیسا اضافه شد با نام موزه مردم‌شناسی ارمنی‌ها اصفهان. این موزه به نمایش فرهنگ و آداب و رسوم، مردم‌شناسی، لباس و وسایل زندگی و همچنین تجارت ساکنان محلی ارمنی‌نشین جلفای اصفهان پرداخته است.
بخش ابتدایی این موزه به هنرهای تزیینی، صنعت چاپ و وسایل منزل ارمنی‌ها ساکن اصفهان اختصاص یافته و در بخش دوم، اتاق خانم‌ها، دفتر کار آقایان و وسایل پخت و پز مربوط به دوره‌های صفویه تا پهلوی به نمایش گذاشته شده است.
بخش دیگری از این موزه به کلیسا، مدرسه و آلات موسیقی قدیمی ارمنی‌ها اختصاص دارد؛ در بخش چهارم نیز تصاویر ۳۰ نفر از نامداران محله جلفا قابل مشاهده است.

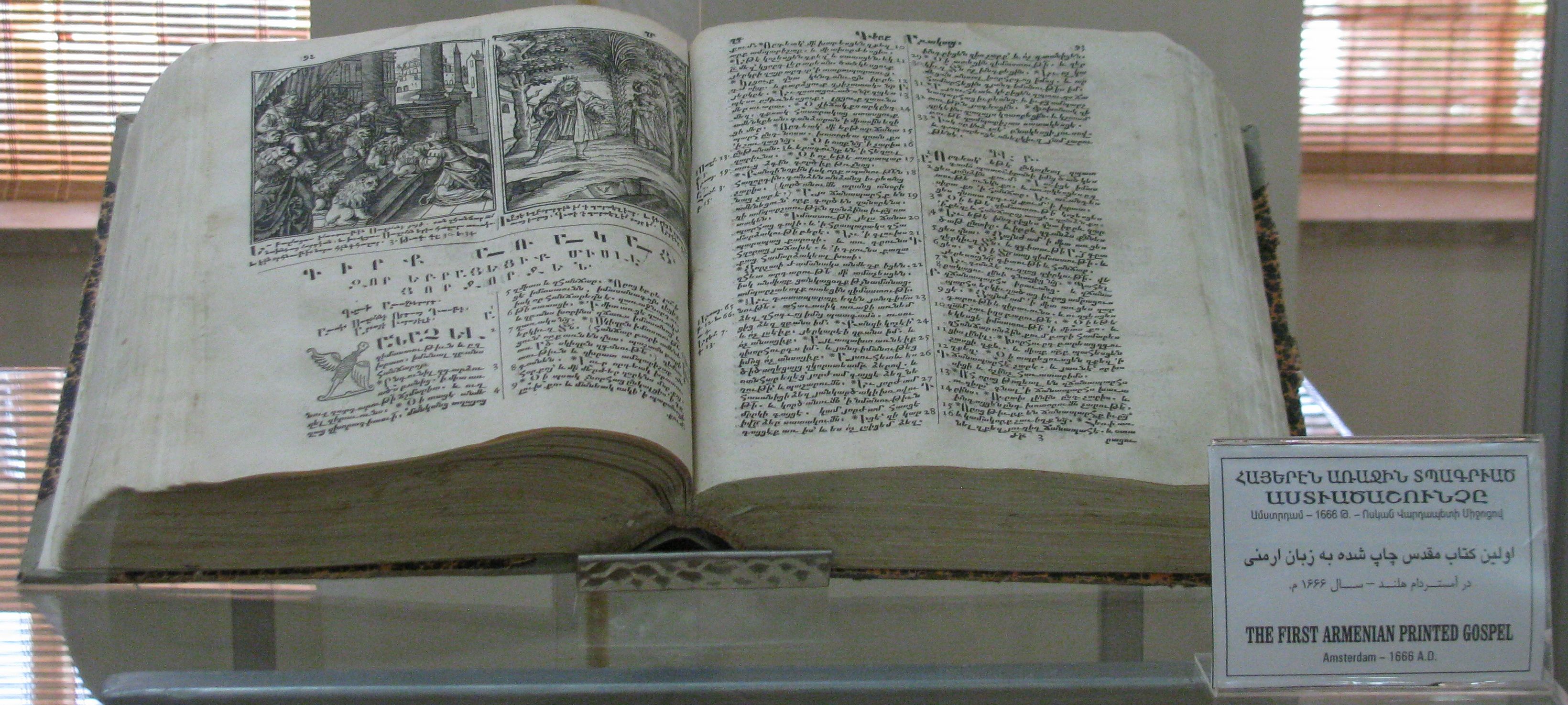
اولین کتاب مقدس چاپ شده به زبان ارمنی در آمستردام. سال ۱۶۶۶ میلادی. موزه کلیسای وانک اصفهان
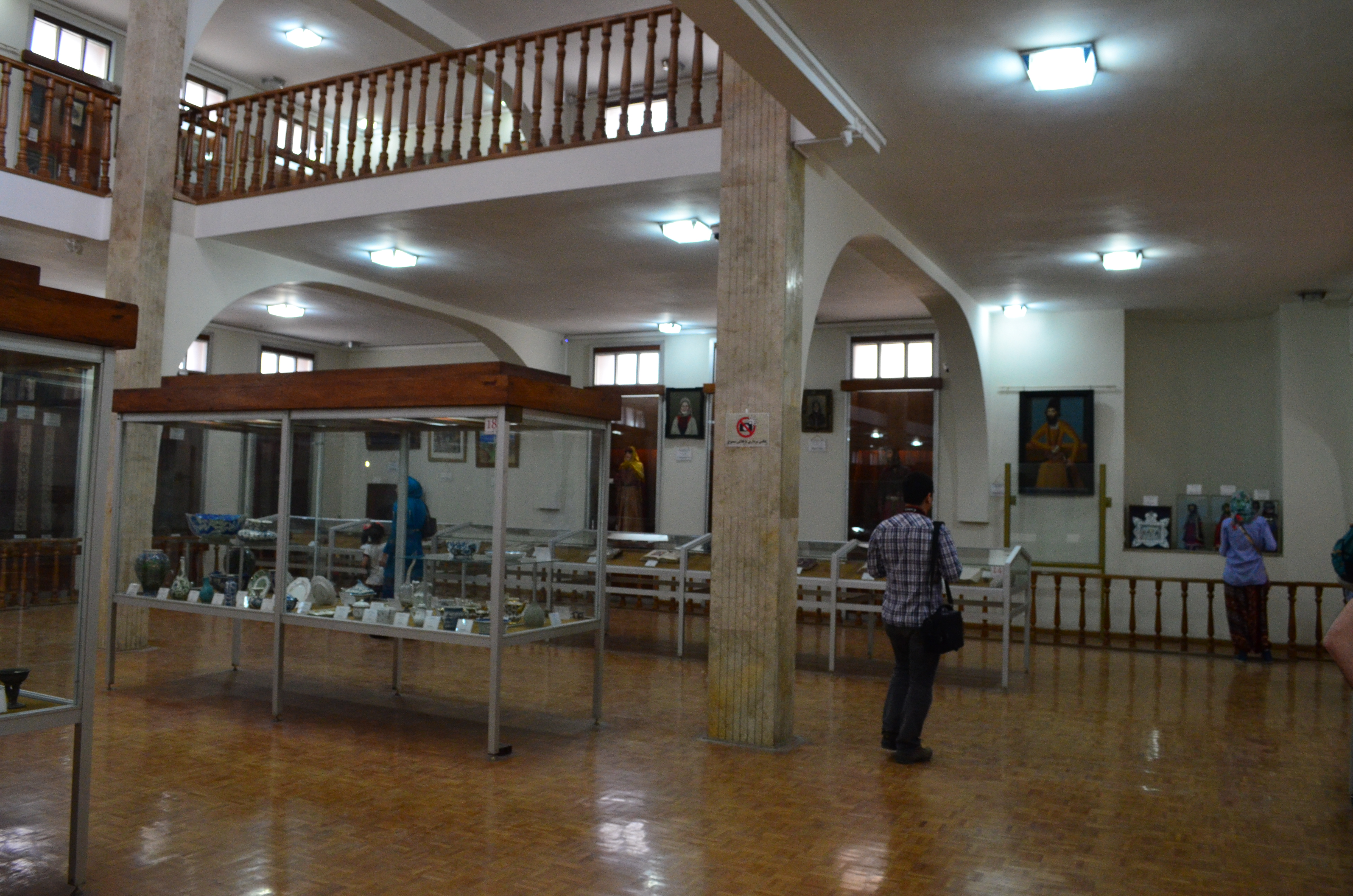
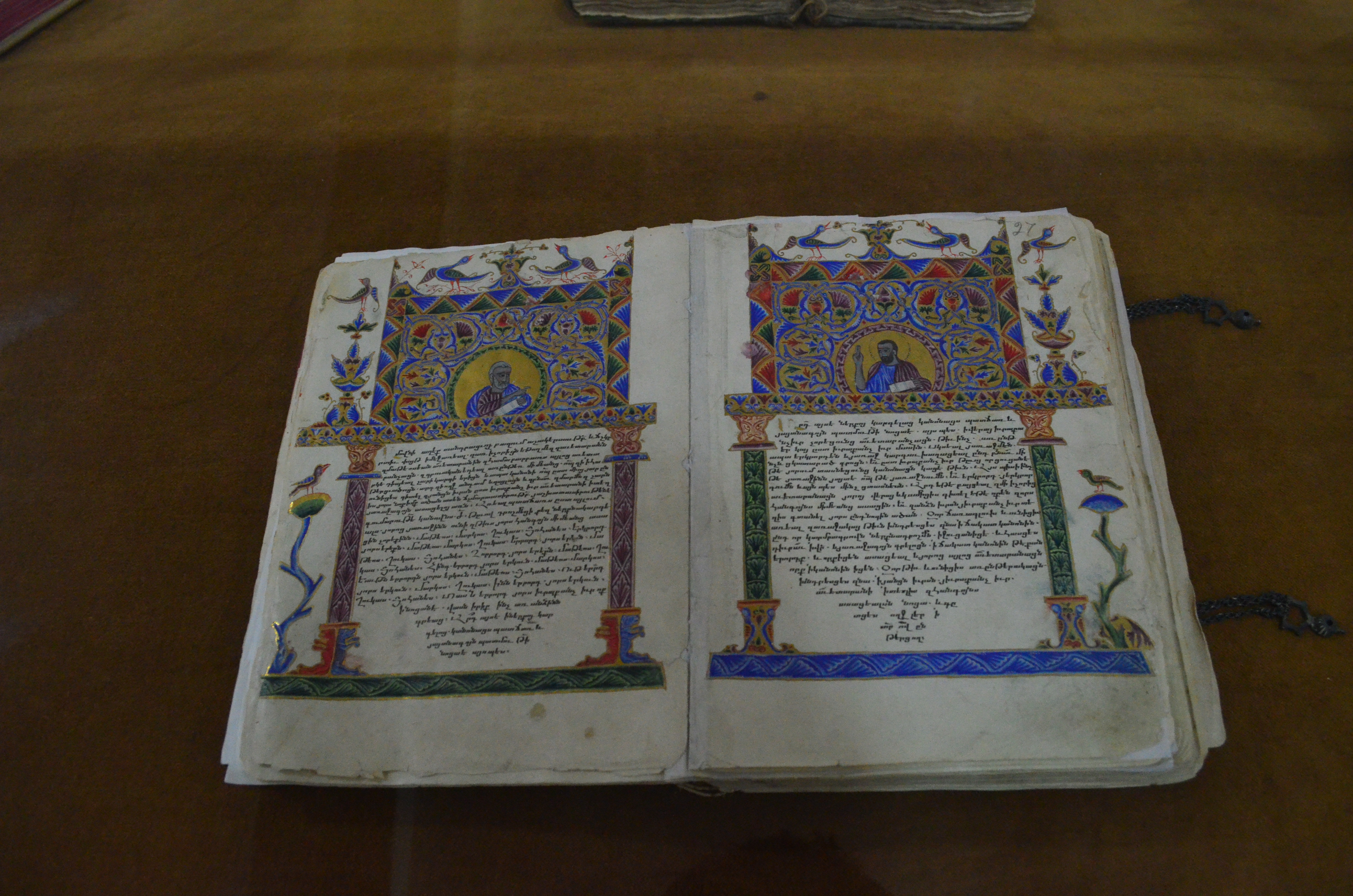
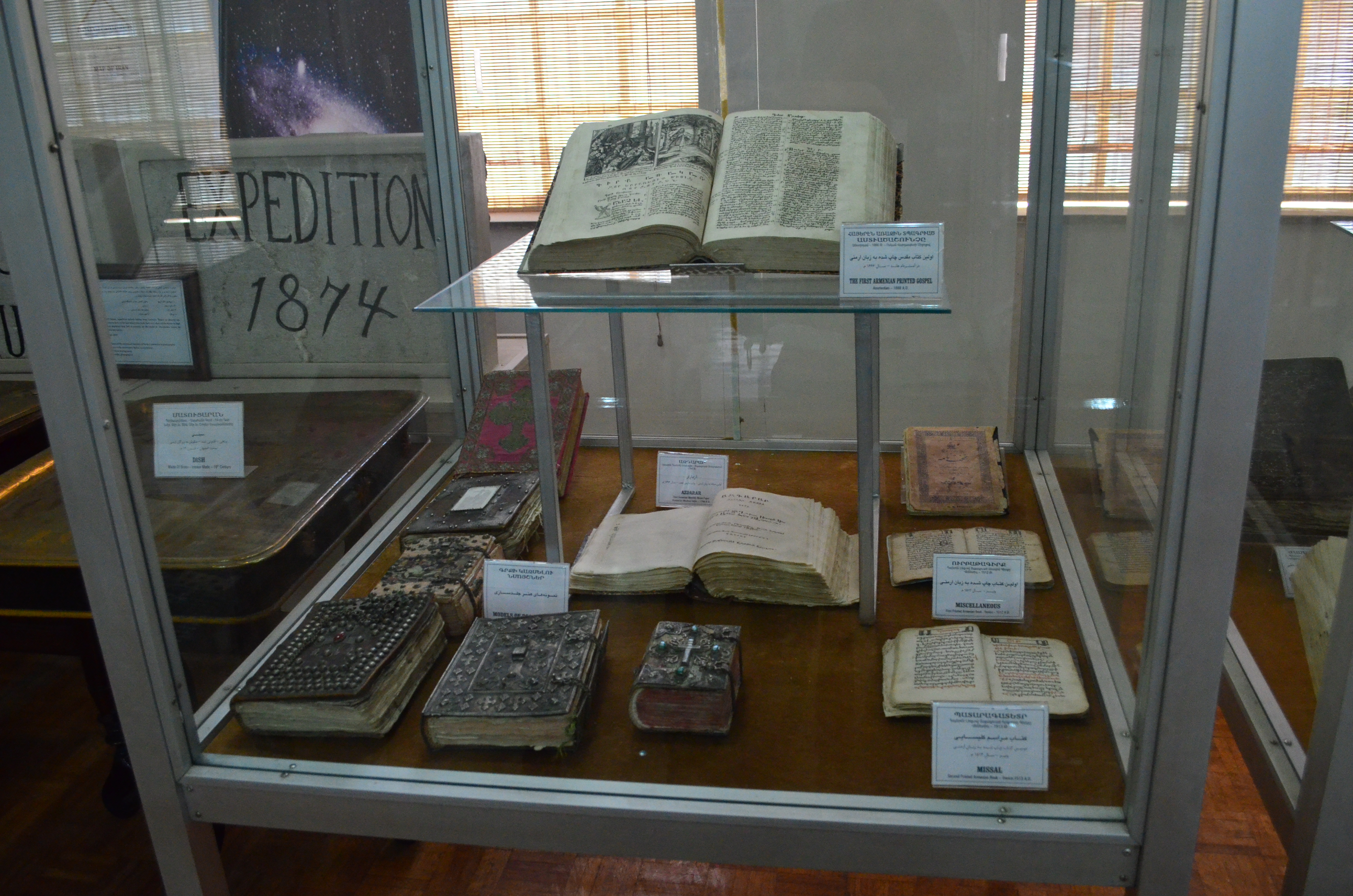
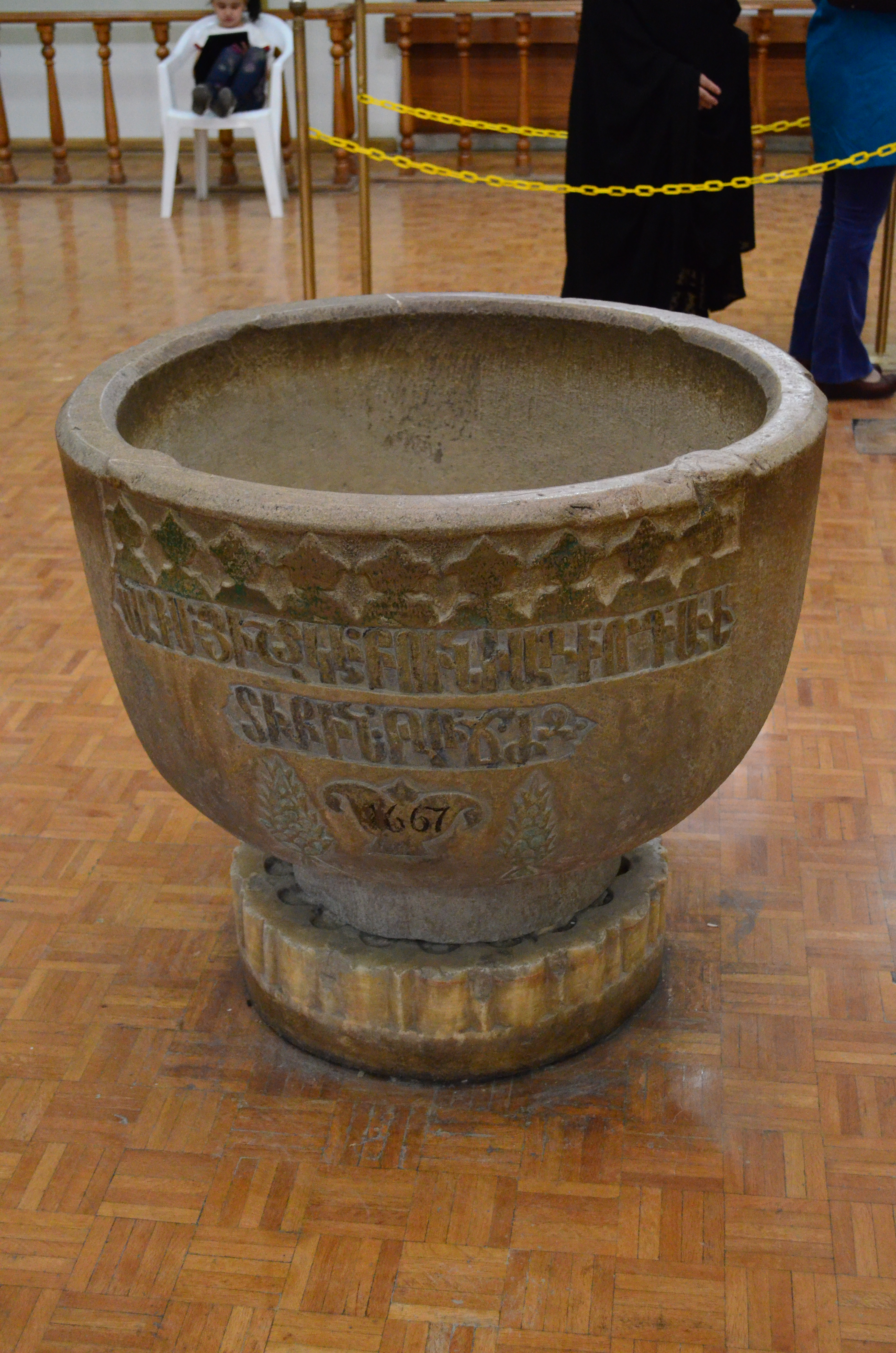
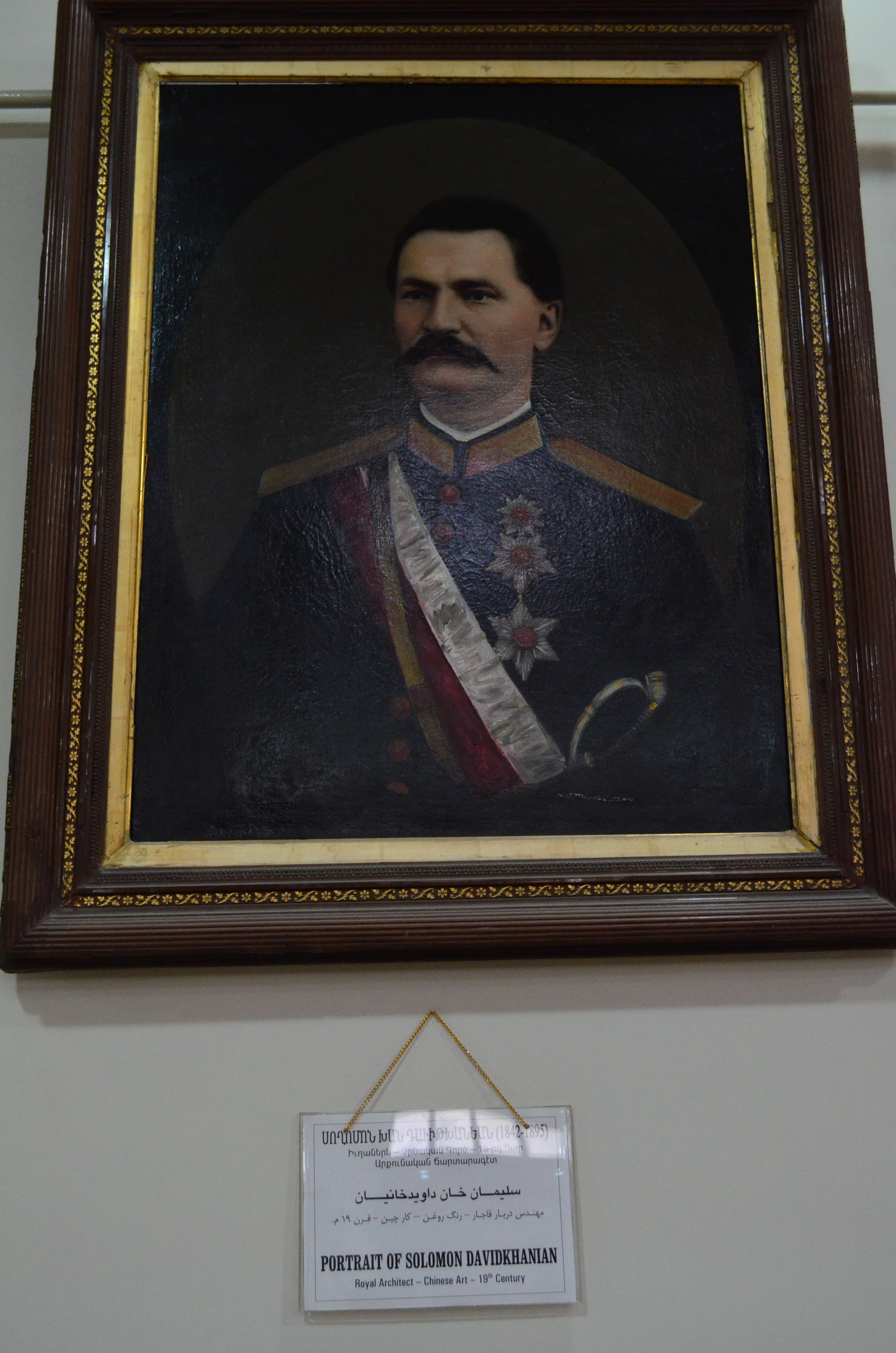
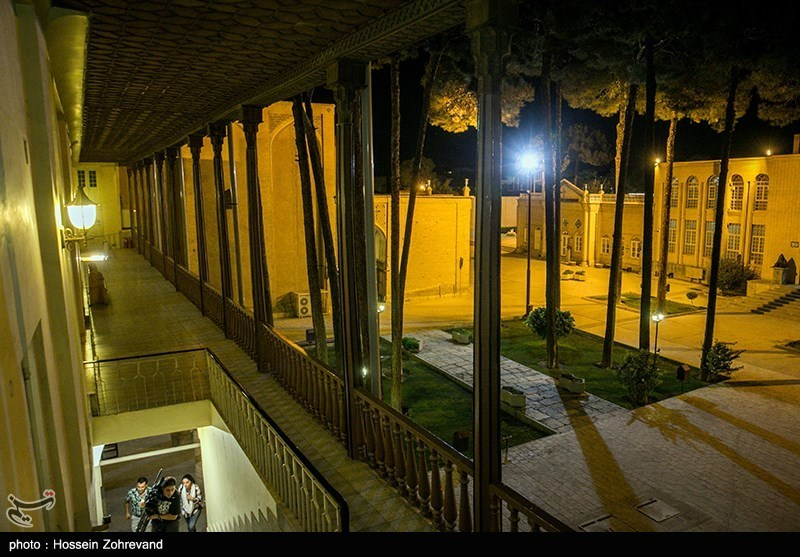
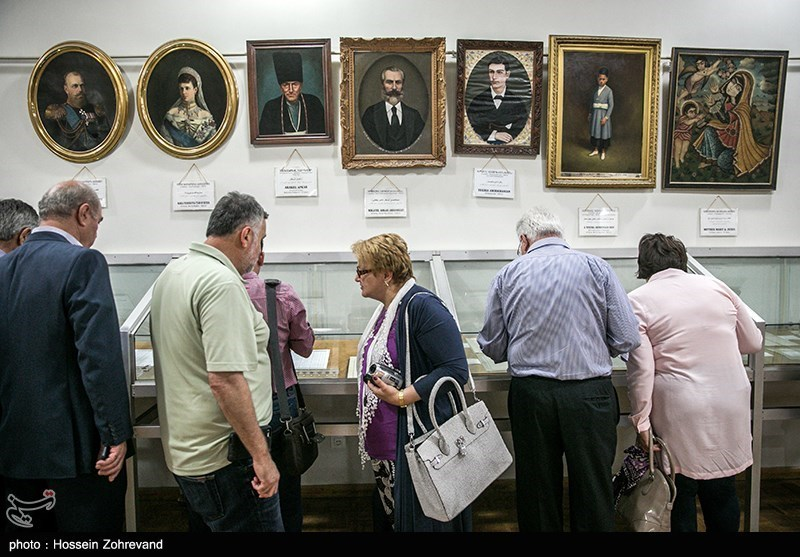
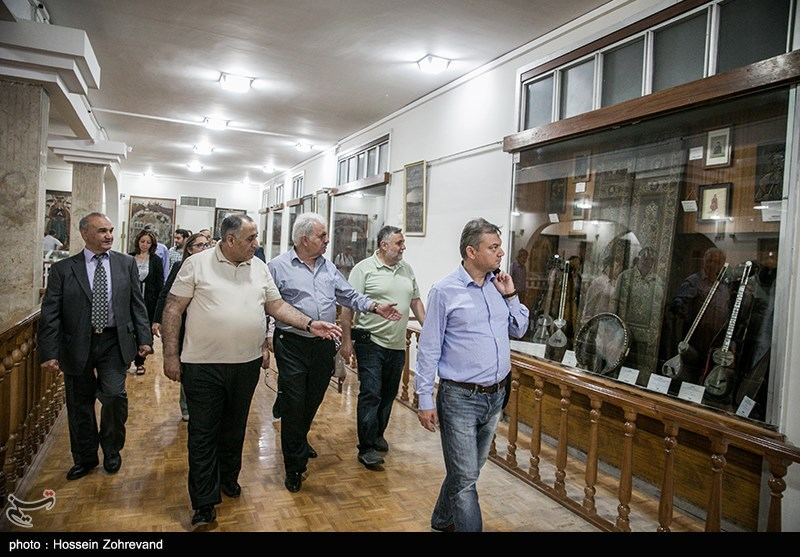
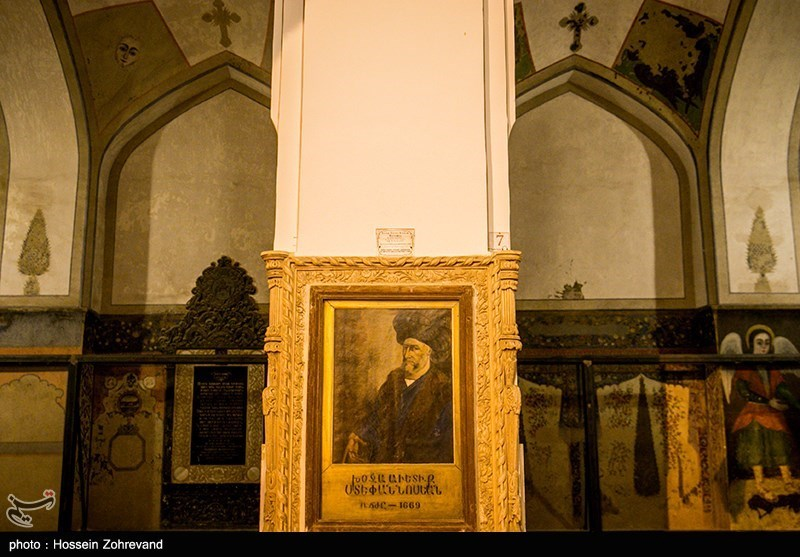
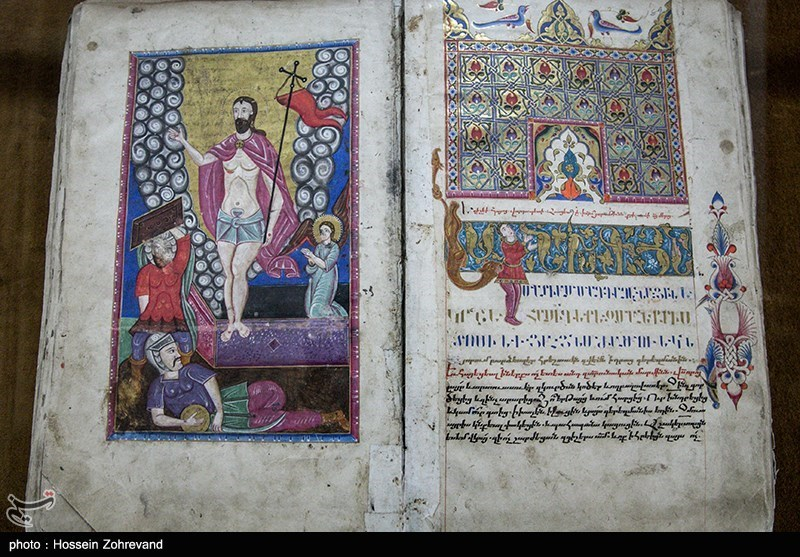
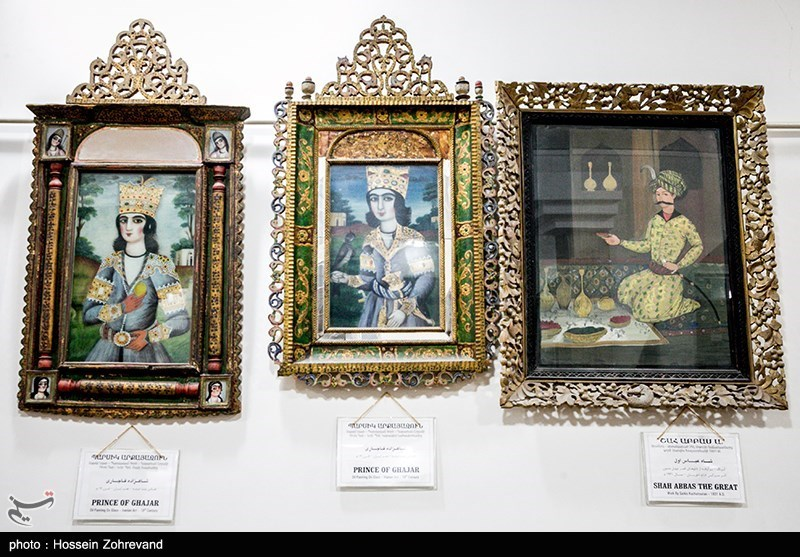
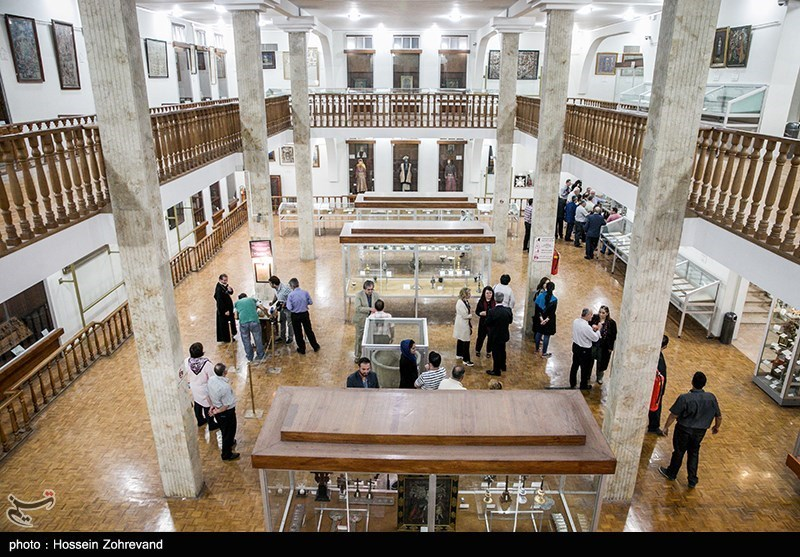
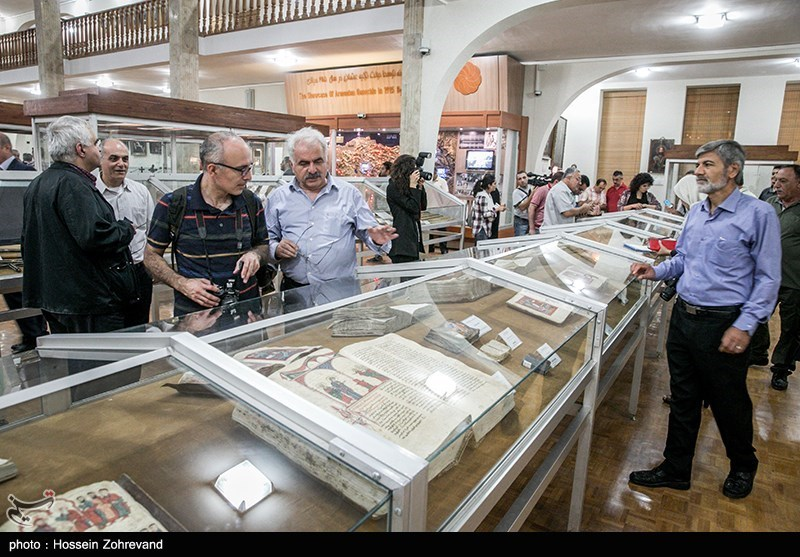
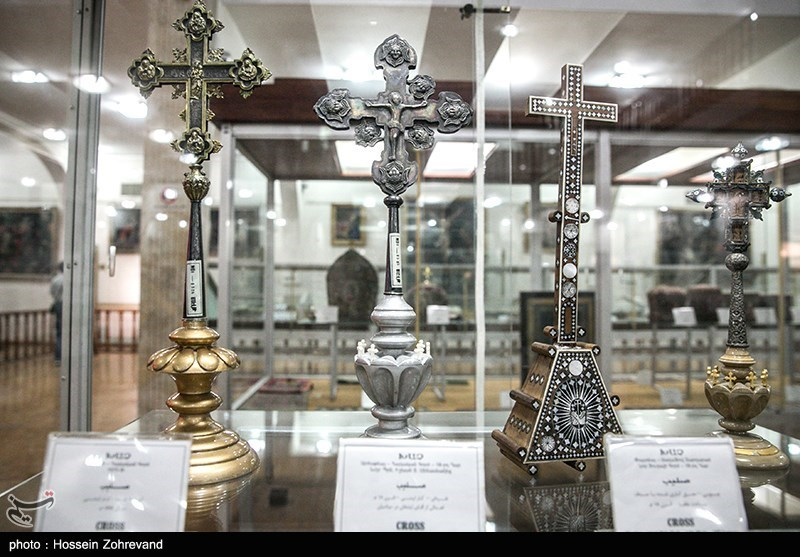
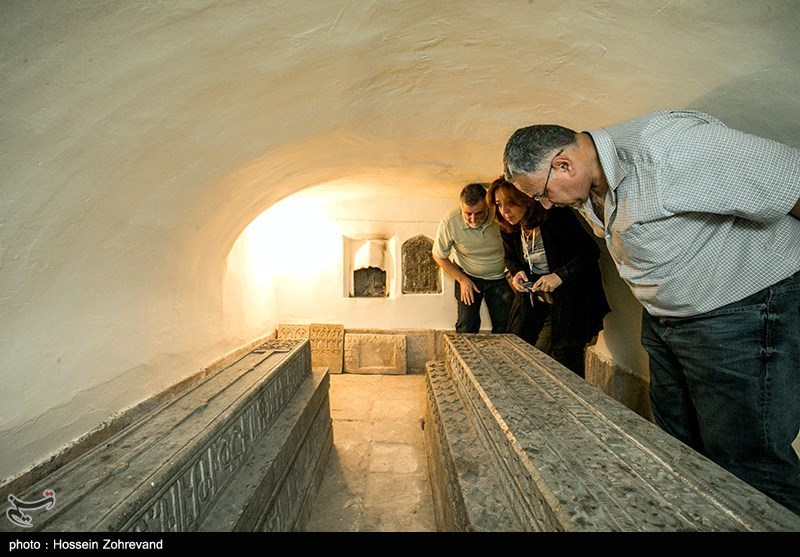

### اماکن اداری
در گذشته کارهای اداری و قضایی ارمنی‌های جلفا در این مکان صورت می‌گرفت از تنظیم قباله ازدواج تا تعمیر و ثبت فوت و تولد و امور قضایی مثل شکایات و رسیدگی به ان انجام می‌شد این امر در حال حاضر ادامه دارد و ارمنی‌های جلفا برای کارهای خود به این محل رفت‌وآمد می‌کنند. برای همین در دیر آمنا پرگیچ ساختمانی ساخته می‌شود که در حال حاضر نیز برپاست و خدمتگزاران مردم در این مکان به کارهای جامعهٔ ارمنی در جلفا رسیدگی می‌کنند. البته در گذشته امور ارمنی‌های بعضی از کشورها مثل هند نیز در دیر آمناپرکیچ حل و فصل می‌شده ولی در حال حاضر فقط به امور ارمنی‌های جنوب ایران رسیدگی می‌کنند. این مکان در جنوبی‌ترین قسمت دیر واقع است و سال ساخت آن به زمان سلطنت ناصرالدین‌شاه قاجار بازمی‌گردد. در قسمت شرقی دیر روبروی موزه محل اسکان اسقف یا خلیفه وقت ساخته شده است دو طبقه دارد که در طبقهٔ اول وسائل و مایحتاج دیر در آن نگهداری می‌شود و طبقهٔ دوم محل سکونت اسقف است.

## نگارخانه

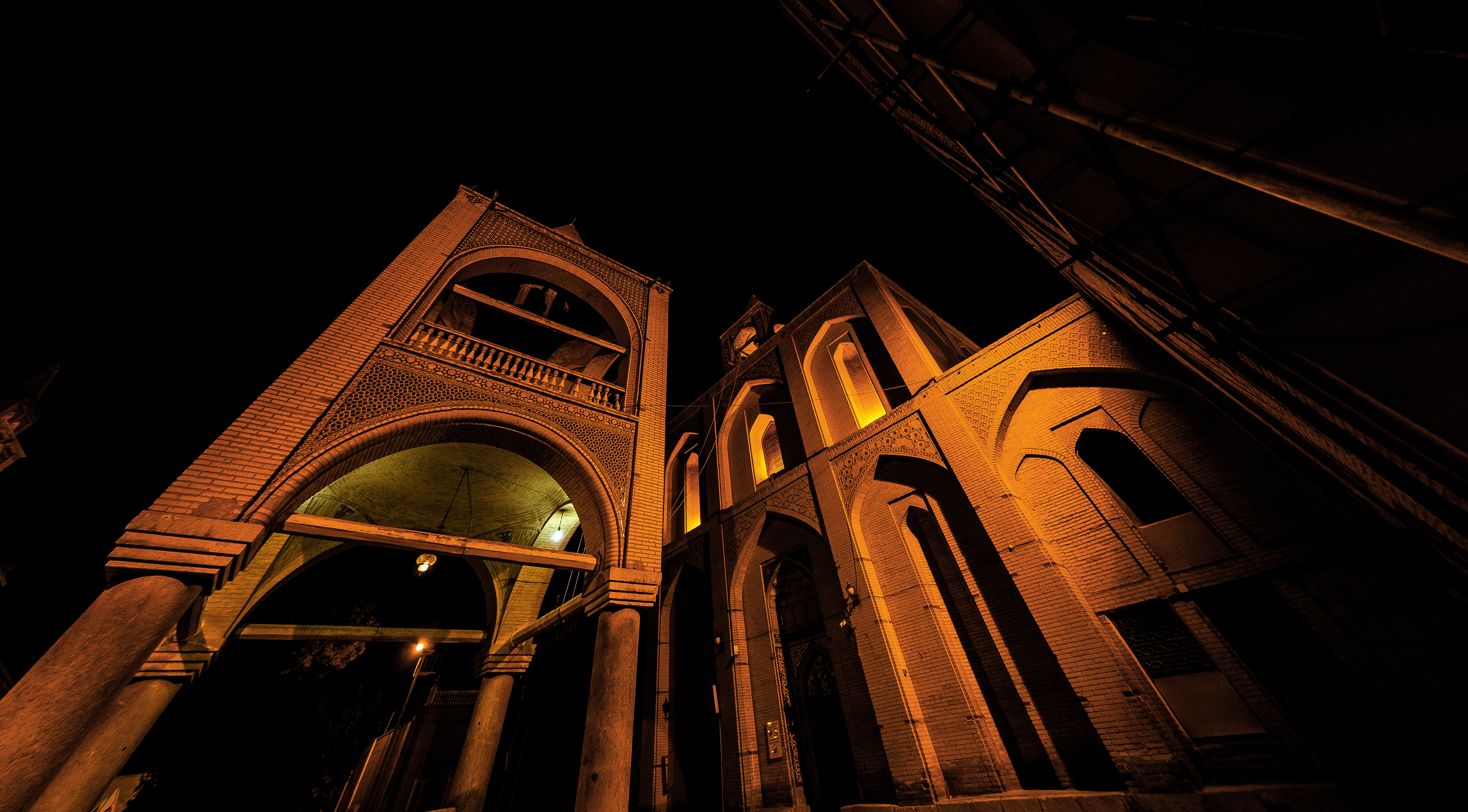

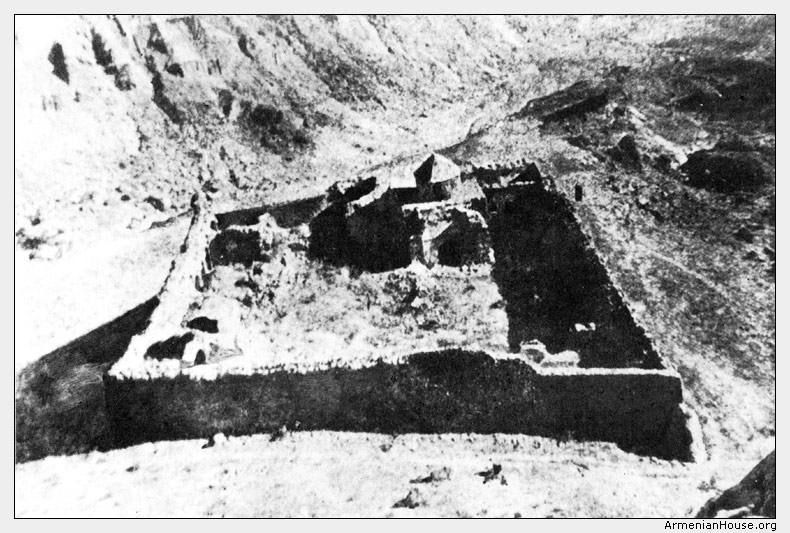
کلیسای «سورپ آمنا پرگیچ وانک» (کلیسای نجات دهنده مقدس) در شهر جوغا - نخجوان
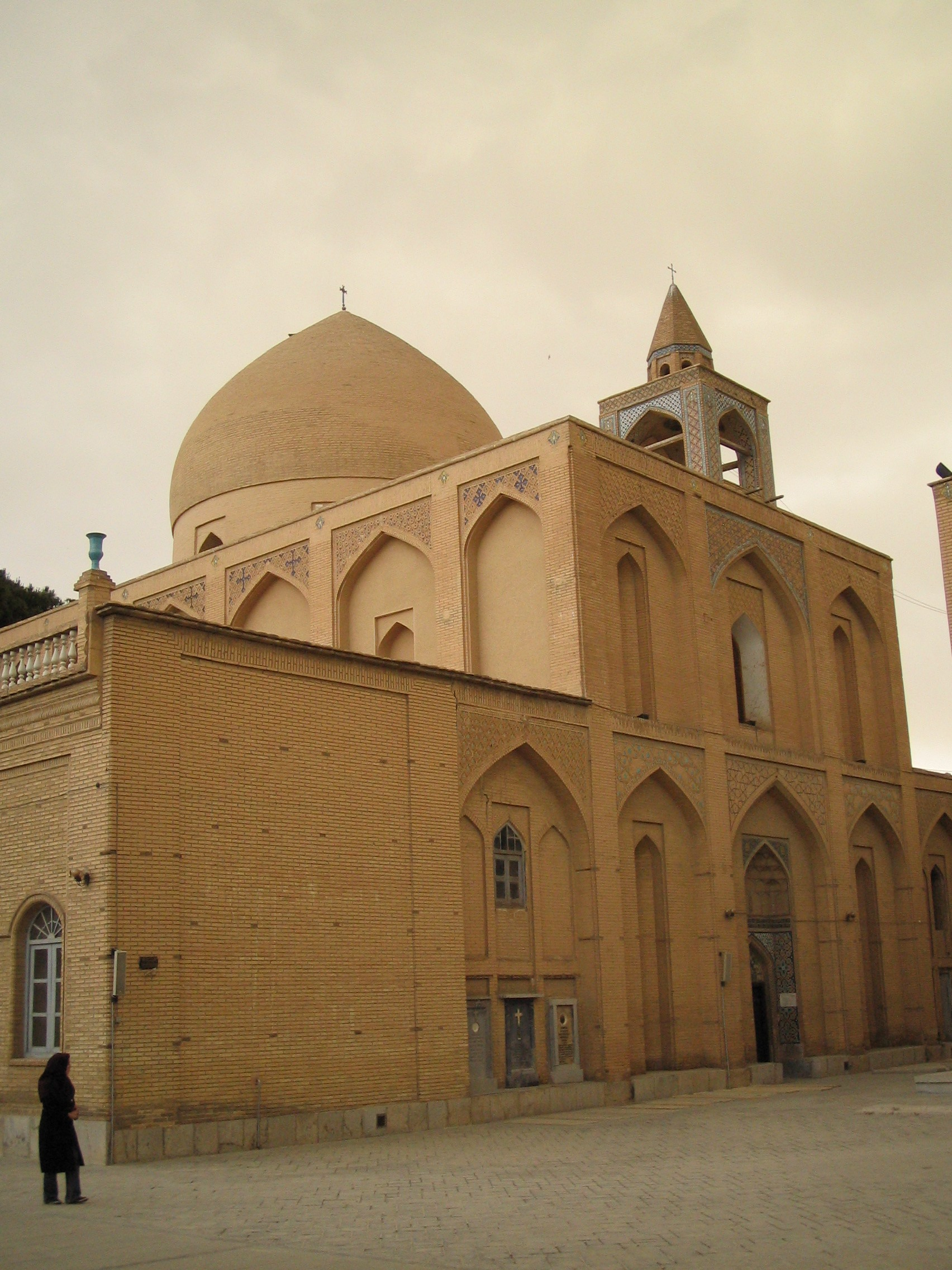
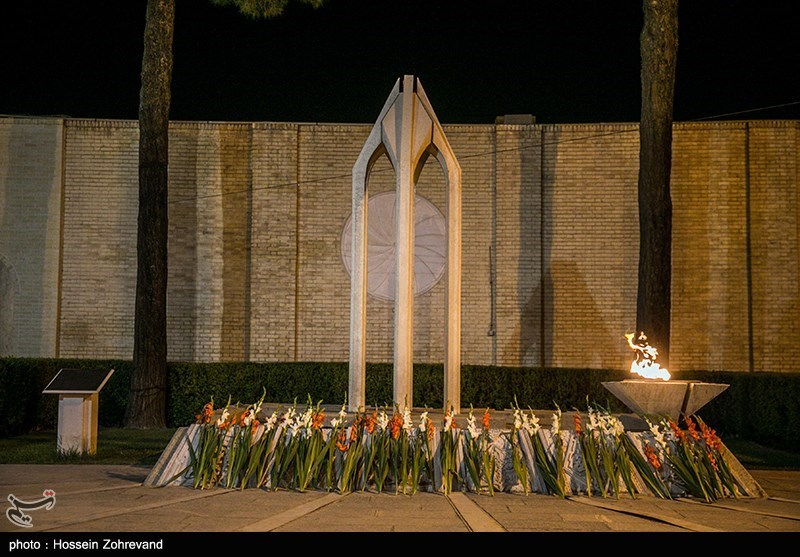
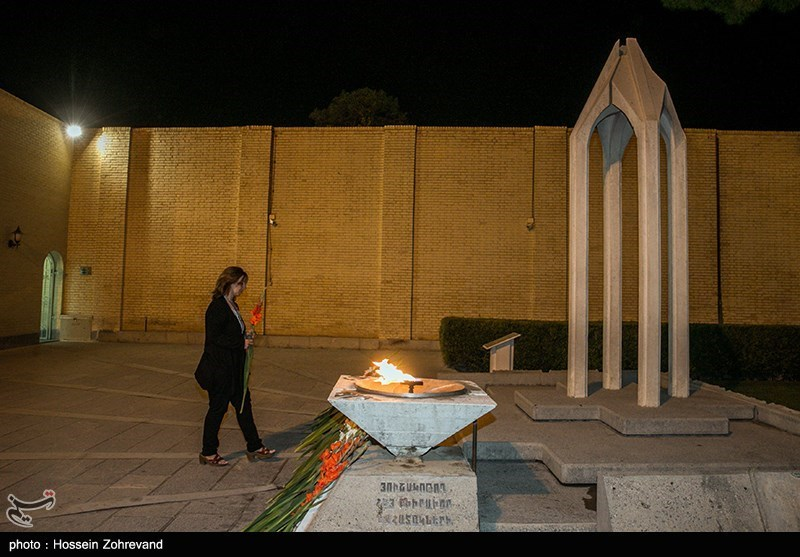
بنای یادبود نسل‌کشی ارمنی‌ها، طراح و مهندس سازنده بنای یادبود آلبِرت آجِمیان
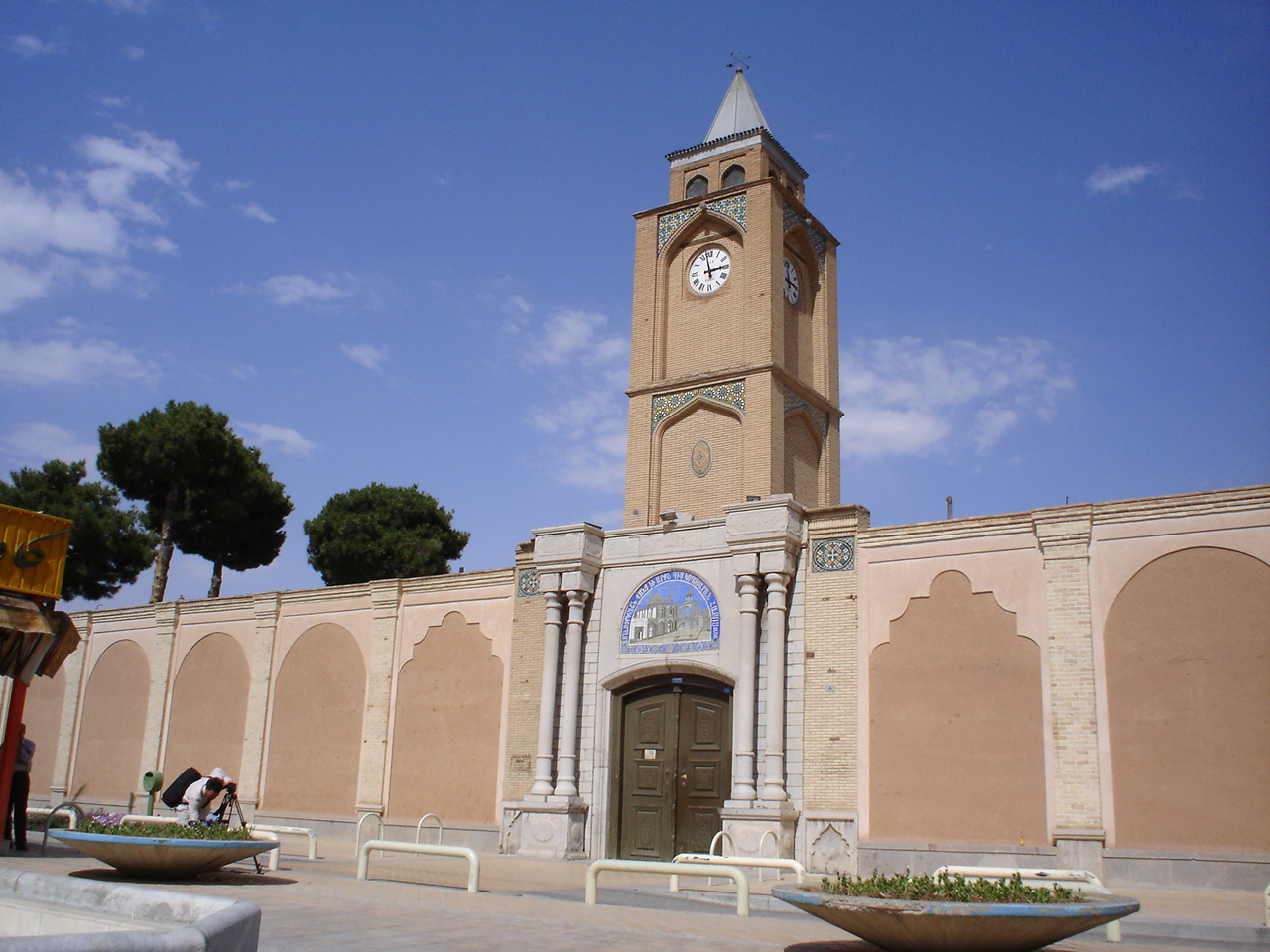
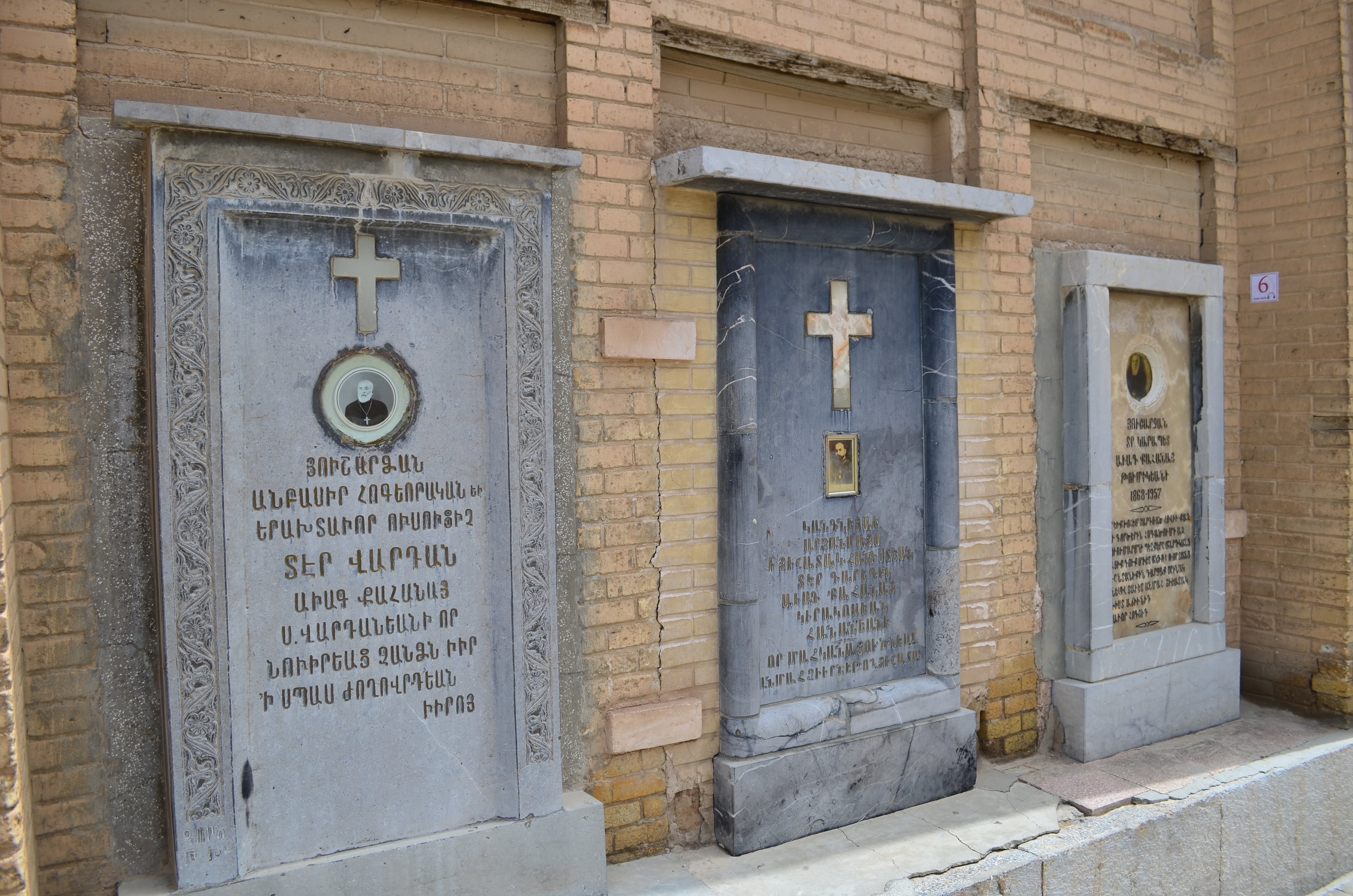
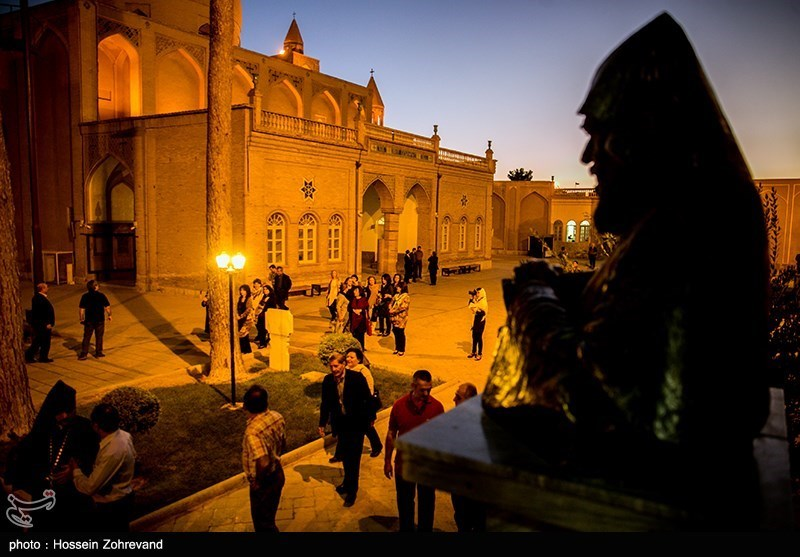
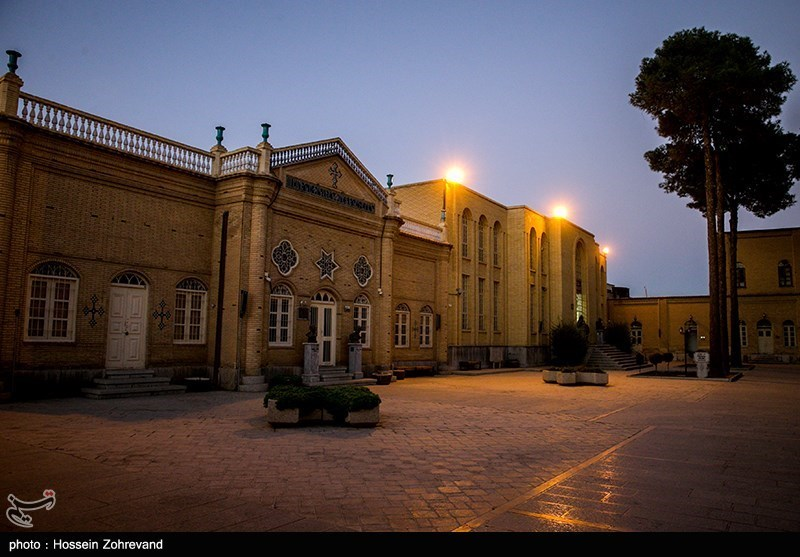
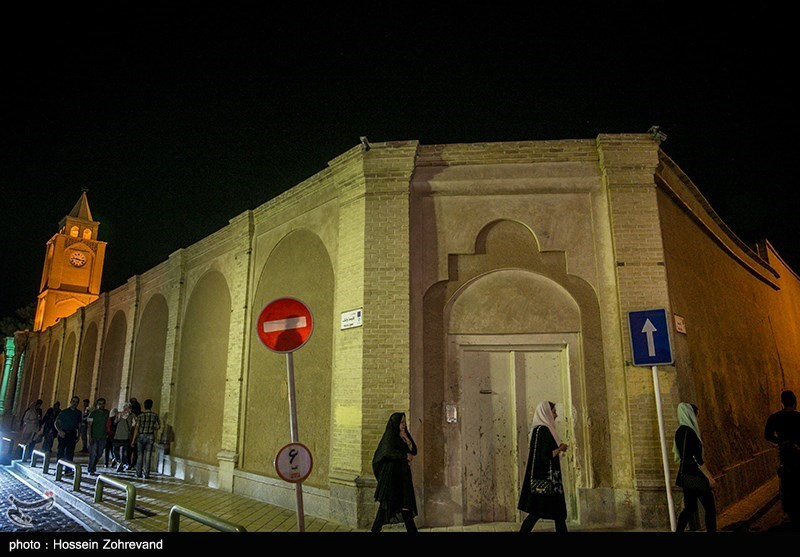
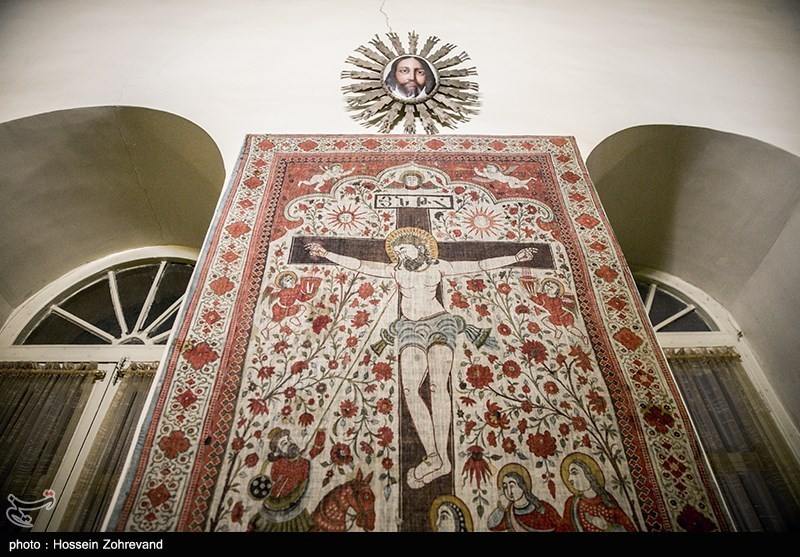
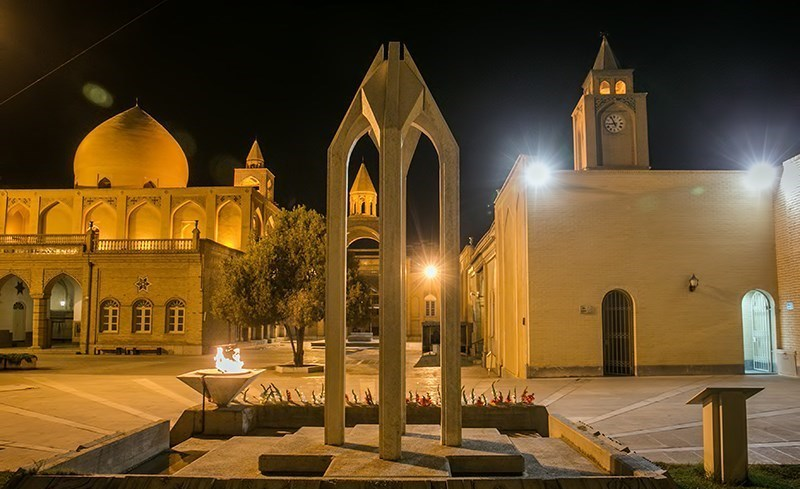
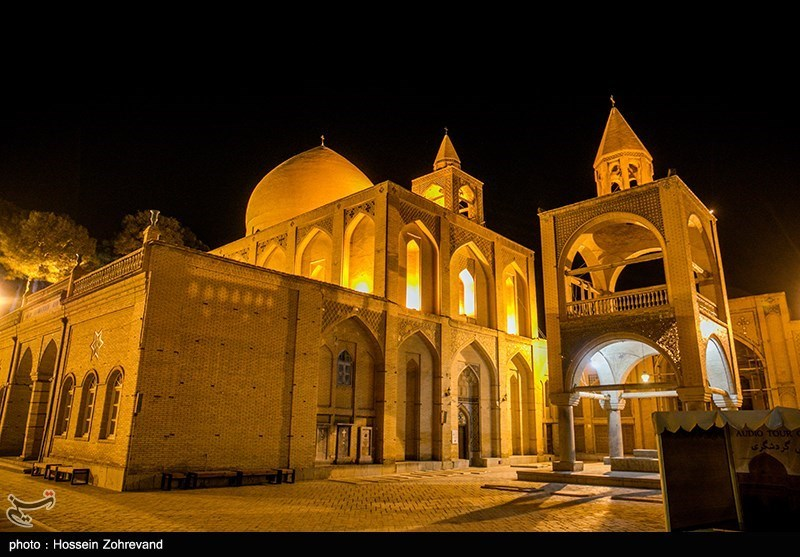
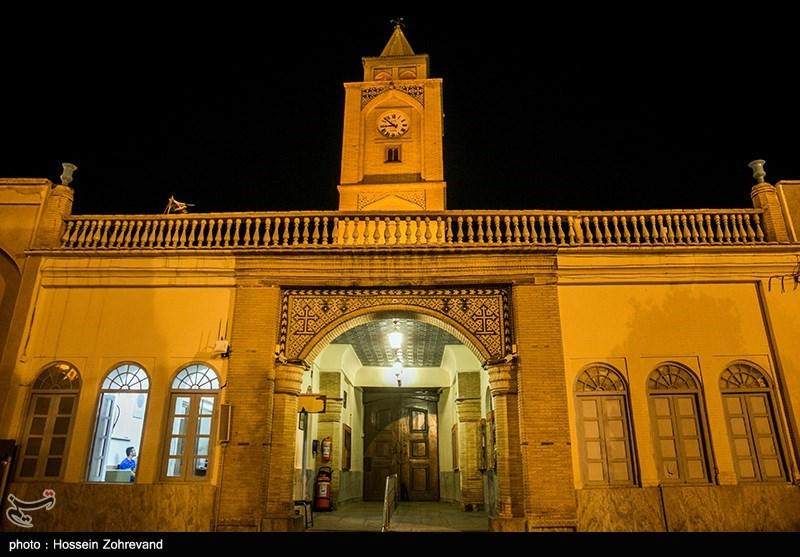
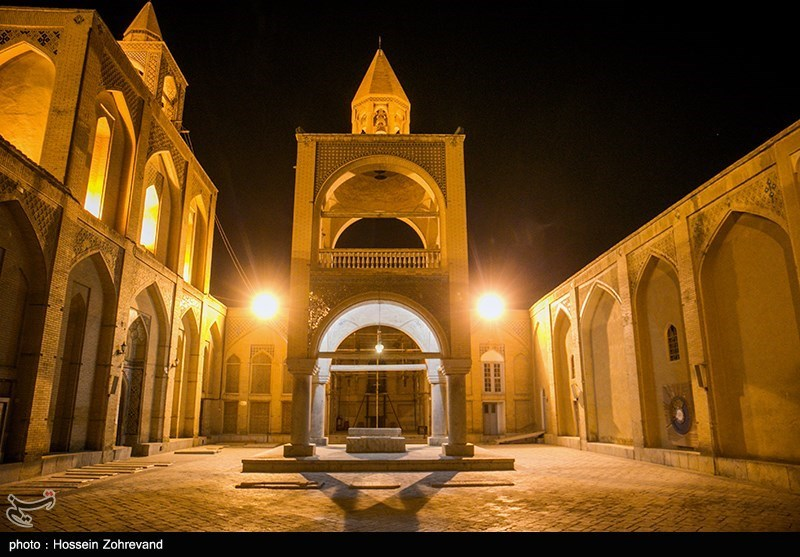
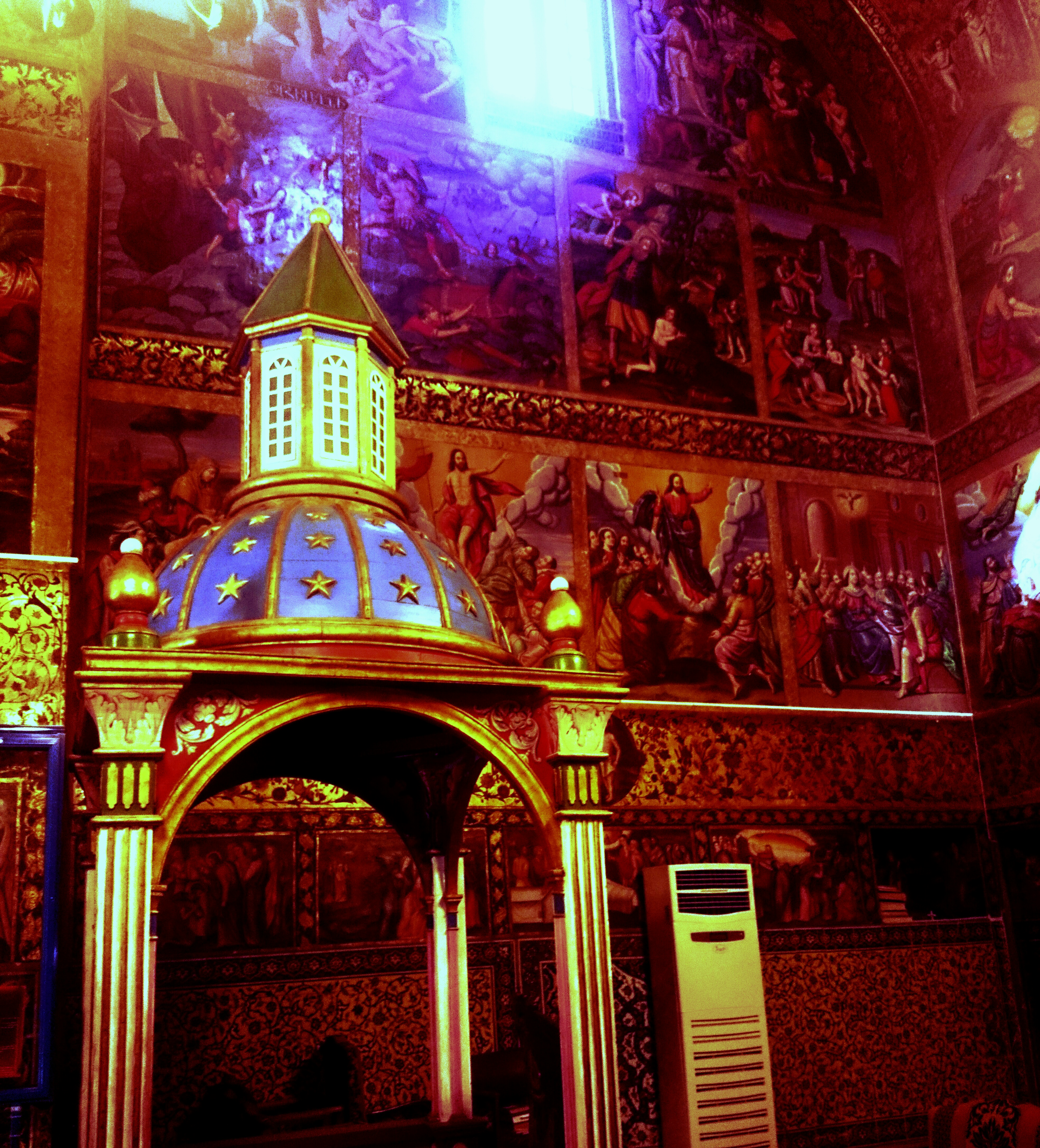